# Алмазный фонд

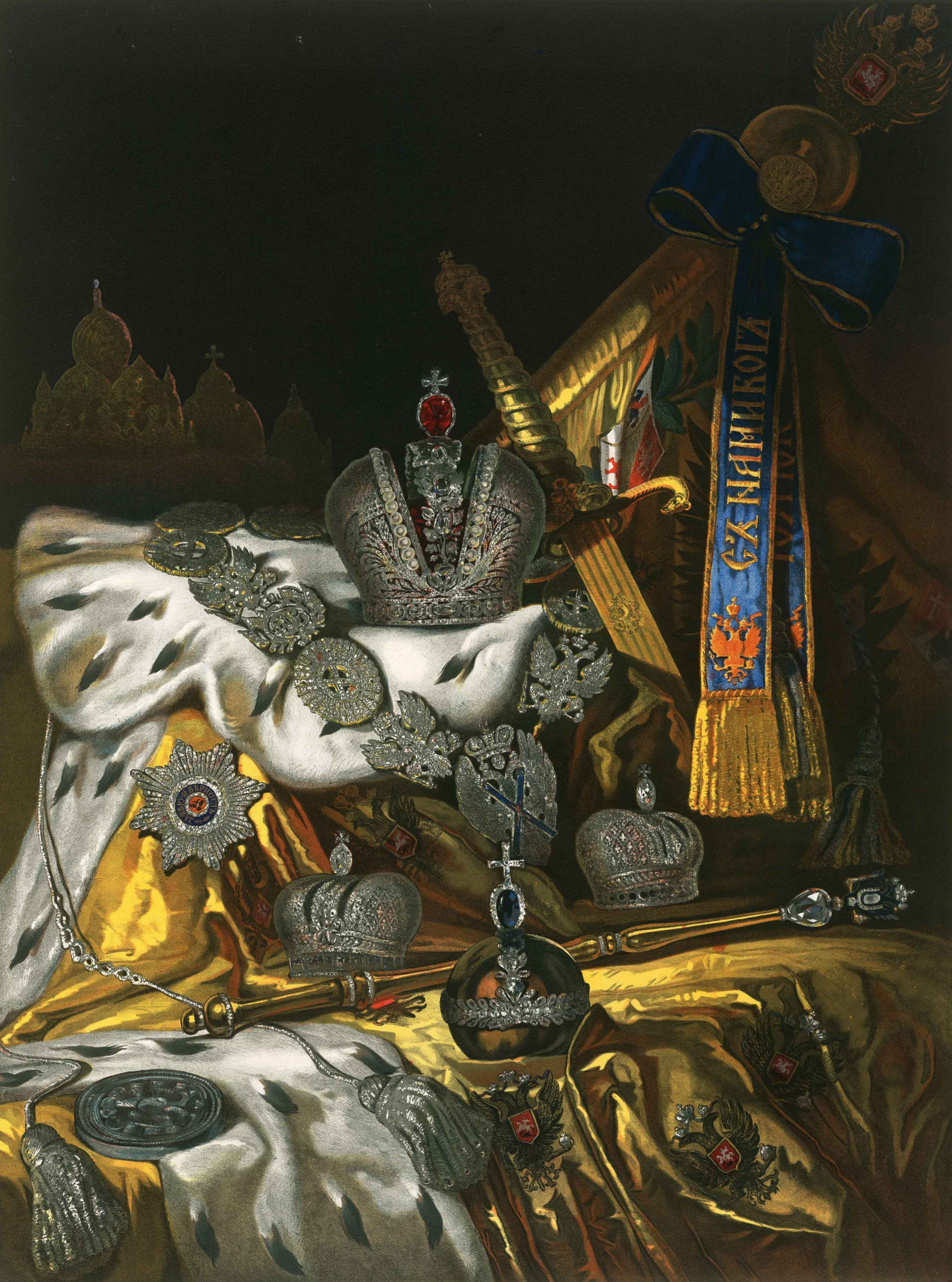
Императорские регалии для коронации Александра II

Алма́зный фо́нд Росси́йской Федера́ции — постоянная выставка в Оружейной палате Московского Кремля, открытая в 1967 году; структурное подразделение Гохрана России. В коллекцию фонда входят шедевры ювелирного искусства XVIII-XX веков, а также самородки и драгоценные камни исторического и художественного значения.
Коллекция Алмазного фонда была основана при Петре I, получила большую часть ценных экспонатов в периоды правления Елизаветы Петровны и Екатерины II и пополнялась в период царствования Романовых. Собрание носило различные названия: Царская рентерия, Бриллиантовая комната, Кладовая № 1 Камерального отделения Кабинета Его Императорского величества. Менялось также расположение — коллекцию коронных регалий и драгоценностей неоднократно переводили в разные помещения Зимнего Дворца.
После Октябрьской революции коллекция Бриллиантовой комнаты была передана в московское Государственное хранилище ценностей Наркомфина. Значительная часть ценных предметов собрания утрачена в период массовой распродажи драгоценностей династии Романовых советским правительством.
С 1967 года коллекция пополняется уникальными камнями из российских месторождений и работами современных ювелиров.

## Петербургский период

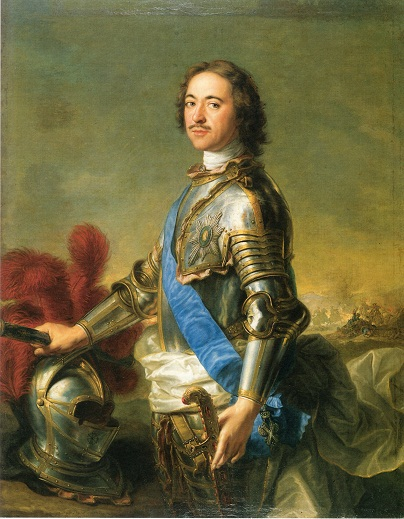
Пётр I со знаком ордена Св. Андрея Первозванного на голубой андреевской ленте и звездой на груди. Жан-Марк Натье, 1717

### Царская рентерия при Петре I
22 декабря 1719 года по указу Петра I была организована специальная Камер-коллегия — первая государственная организация по контролю за уникальными императорскими драгоценностями. В регламенте Камер-коллегии был первый полный список орденов, парадных ювелирных украшений и государственных регалий, а также указывался порядок их хранения в Царской рентерии. Заимствованное из немецкого языка слово «рентерия» — старинное название казначейства.
В дальнейшем Царскую рентерию называли «Кабинет Его Императорского Величества Алмазная или Бриллиантовая комната». Указ Петра I юридически определил рентерию как основу Государственного фонда драгоценных металлов и камней России.
Вместе с императорскими регалиями коллекцию рентерии пополняли уникальные ценности со всего мира и ювелирные украшения, которые для наград и подарков у придворных ювелиров заказывал Кабинет двора. Согласно регламенту, получить какой-либо предмет из хранилища можно было только по прямому указу императора. Хранились драгоценности буквально «за тремя замками»: трое приближённых придворных — камер-президент, камер-советник и царский рентмейстер — имели по уникальному ключу, и только собравшись вместе они могли открыть сокровищницу.
Пётр I приглашал в новую столицу ювелиров со всей Европы, их шедевры активно пополняли запасы императорской сокровищницы. Самым востребованным придворным ювелиром того времени был швейцарец Иеремия Позье, которому принадлежит идея моделировать из воска будущие изделия. С 1730 года он жил и работал в России, выполняя многочисленные заказы при дворе, именно ему поручили изготовить Большую Императорскую корону для коронации Екатерины II в 1762 году. Другими известными придворными ювелирами той эпохи были Луи-Давид Дюваль и его сыновья, Леопольд Пфистерер, Георг Фридрих Экарт.

### Бриллиантовая комната Екатерины II

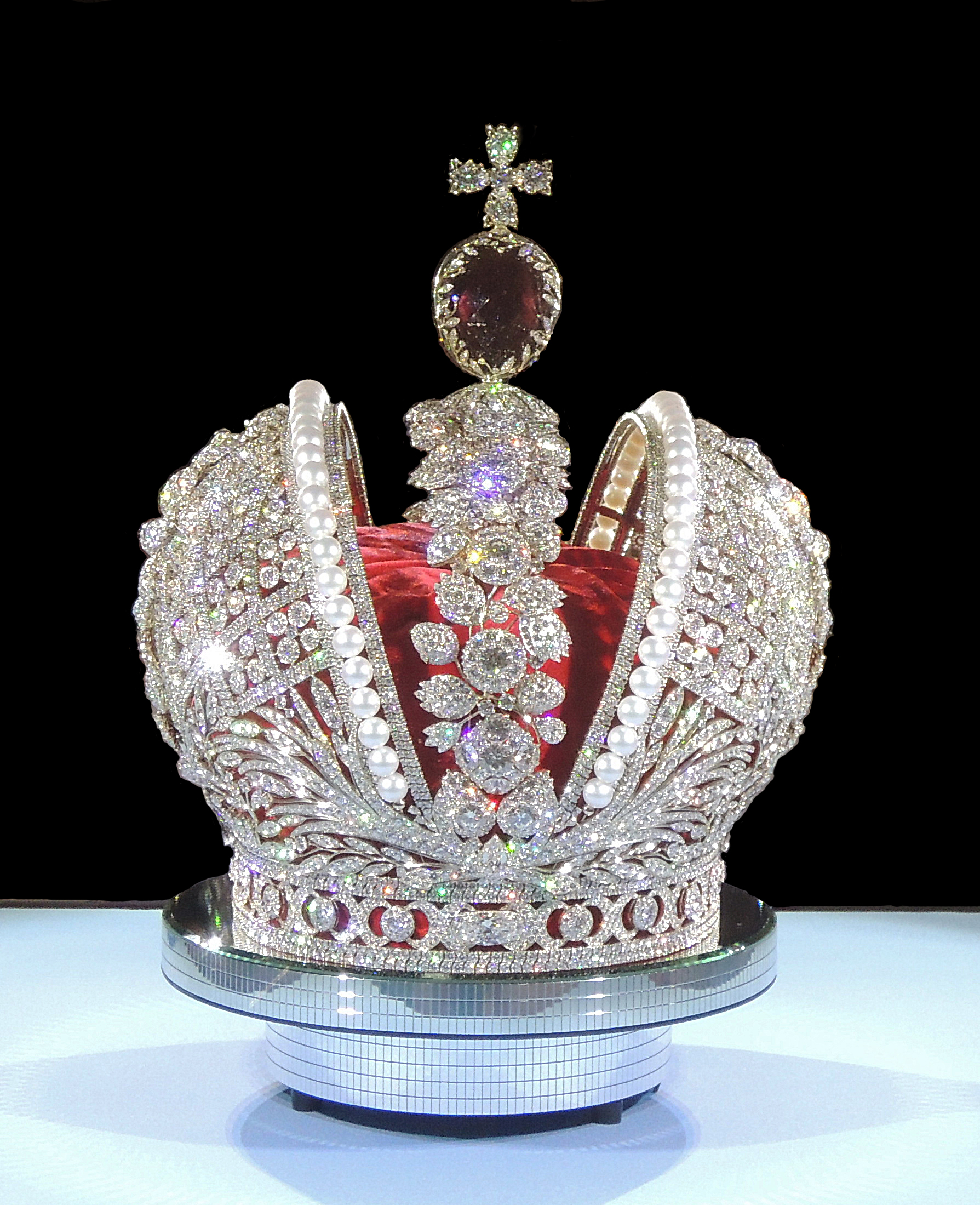
Копия Большой Императорской короны, оригинал был изготовлен в 1762 году для коронации Екатерины II

Российский императорский двор славился своими пышностью и богатством, расцвет которых пришёлся на правление Елизаветы Петровны и Екатерины II. Последняя особенно любила драгоценные камни, она ввела при дворе моду на «карточные игры на радужные кристаллы», даже своего личного жеребца императрица назвала Бриллиант. При Екатерине II императорская коллекция получила самое значительное количество сокровищ.
В 1762 году, сразу после восшествия на престол, Екатерина II приказала оборудовать специальную комнату для хранения драгоценностей. К 1764 году опочивальню императрицы из комплекса парадных покоев переделали под Бриллиантовую комнату, интерьер которой создал архитектор Юрий Фельтен. К этому году драгоценности из других резиденций двора были свезены в Петербург, апробированы, маркированы, взвешены и внесены в реестры. Бриллиантовая комната находилась на втором этаже юго-восточного ризалита Зимнего дворца, а окнами выходила на Дворцовую площадь и современную Миллионную улицу.
По проекту Фельтена императорские регалии расположили на столе в центре комнаты под куполом из хрусталя. Коллекция разрасталась и вскоре потребовались новые хранилища — застеклённые витрины, которые изготовил краснодеревщик Давид Рёнтген.
Государственные регалии стоят … под колпаком, по стенам сея комнаты разставлено несколько шкапов со стёклами, где лежит множество украшений алмазных и иных драгоценных каменьев, в других же великое множество орденских знаков, портретов Ея Императорского Величества, табакерок, часов и цепочек, готовален, перстней, бантов, золотых шпажных эфесов и других драгоценных вещей. Из сего выбирает Монархиня, что Ей угодно на раздариваемые Ею подарки.Иоганн Готлиб Георги
Хотя Бриллиантовая комната была «режимным» помещением с усиленной охраной и целым штатом служителей, она не являлась только сокровищницей, а была жилой и использовалась для встреч императрицы с приближёнными. В морозные дни в ней даже иногда проводились церковные службы. Ключи от застеклённых шкафов находились у камер-юнгферы Анны Константиновны Скороходовой. Драгоценностей было так много, что даже при самом тщательном учёте они иногда терялись. Например, так произошло с уникальной панагией работы Луи-Давида Дюваля, о чём писала сама Екатерина II в своей записке Григорию Потёмкину: «Два года я искала панагию, а она лежала в ящике таком, в который… никто не заглянул».
В конце 1780-х вдоль Зимней канавки был построен корпус «Лоджий Рафаэля», где по приказу императрицы устроили вторую Бриллиантовую комнату. Основной набор императорских регалий оставался рядом с тронным залом Екатерины II, вероятно, две Бриллиантовые комнаты какое-то время существовали параллельно.

### Драгоценности Марии Фёдоровны

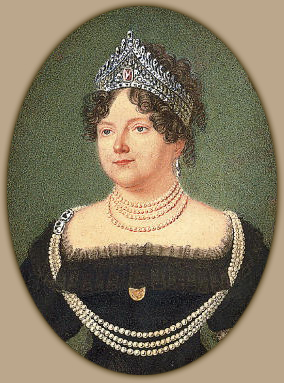
Мария Фёдоровна в диадеме с розовым алмазом, миниатюра Жана Анри Беннера

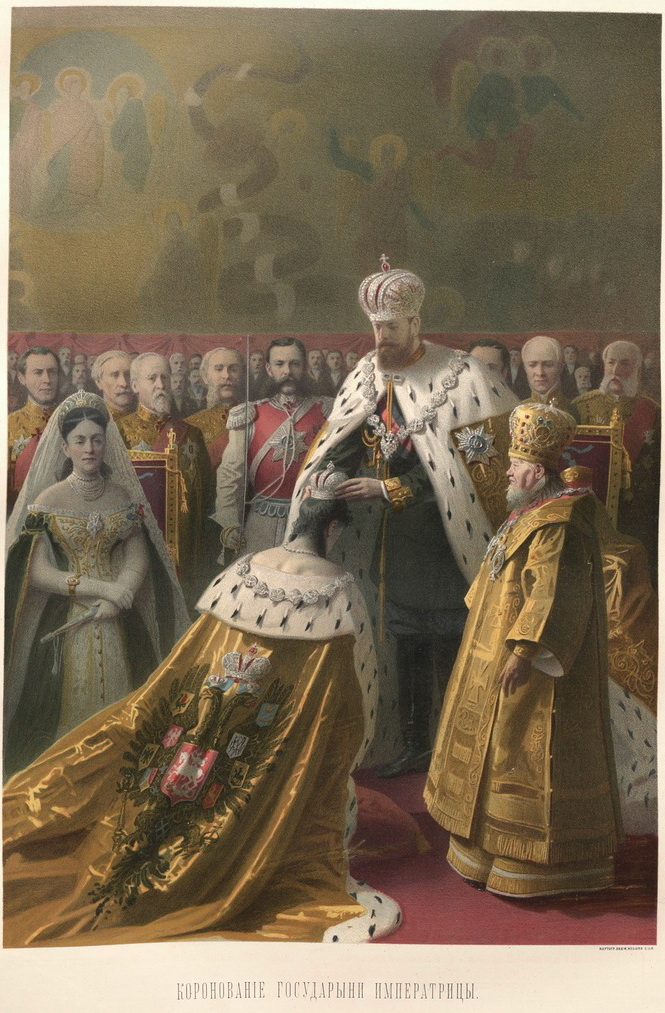
Александр III в Большой императорской короне возлагает Малую корону на главу своей супруги Марии Фёдоровны

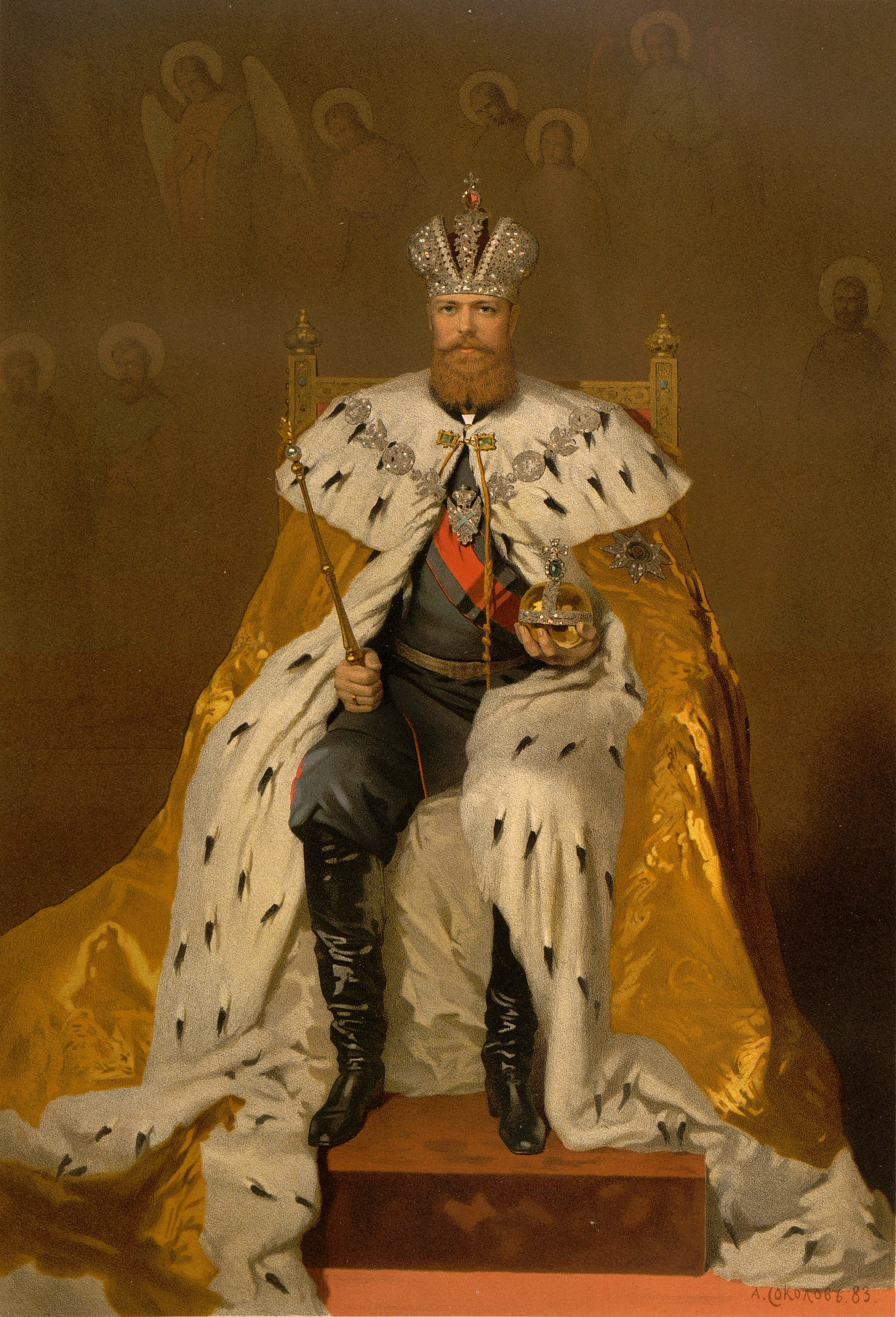
Государь император Александр III в коронационной одежде 15 мая 1883 года. Художник А. П. Соколов

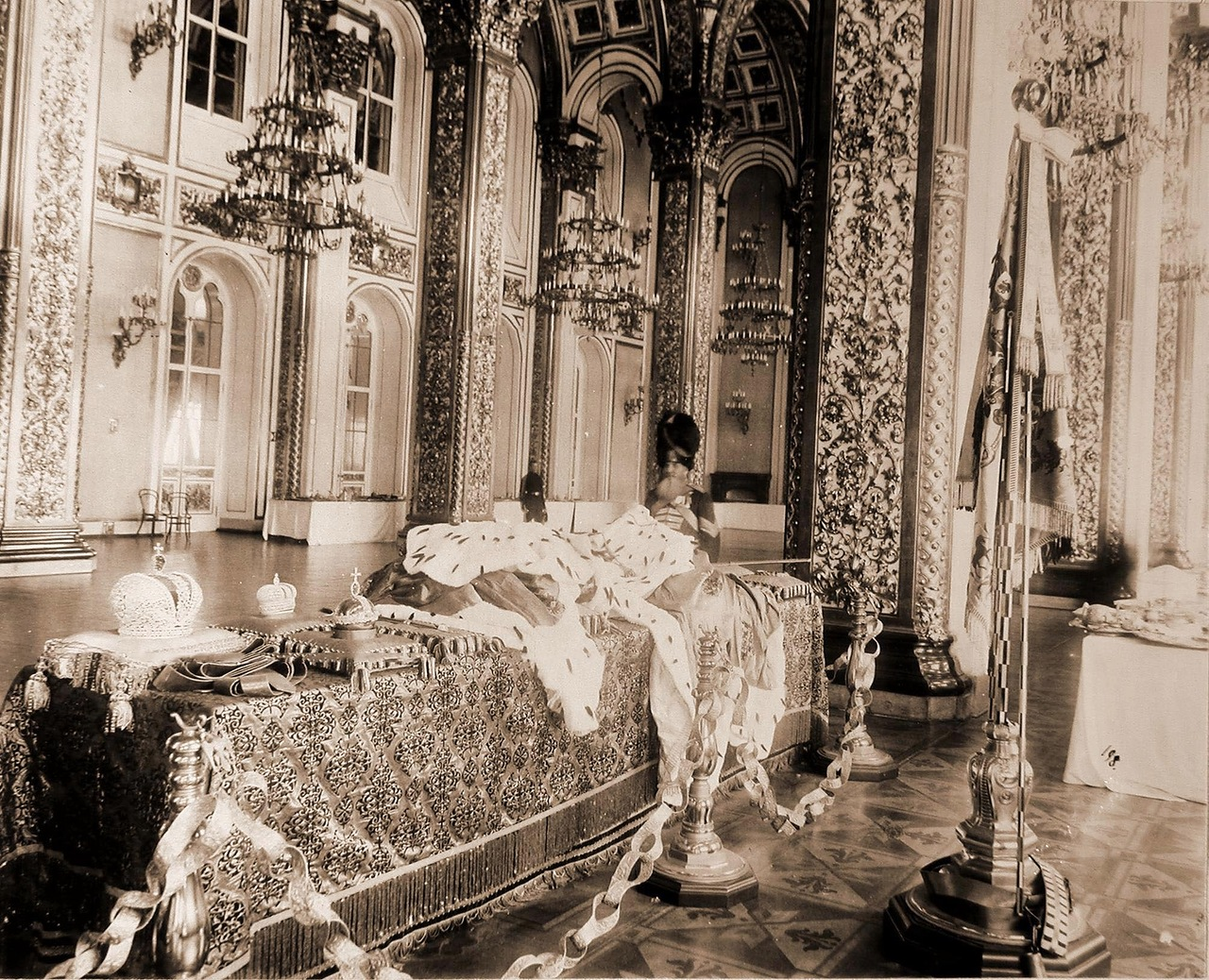
Альбом «Коронация: Москва, май 1896 года»

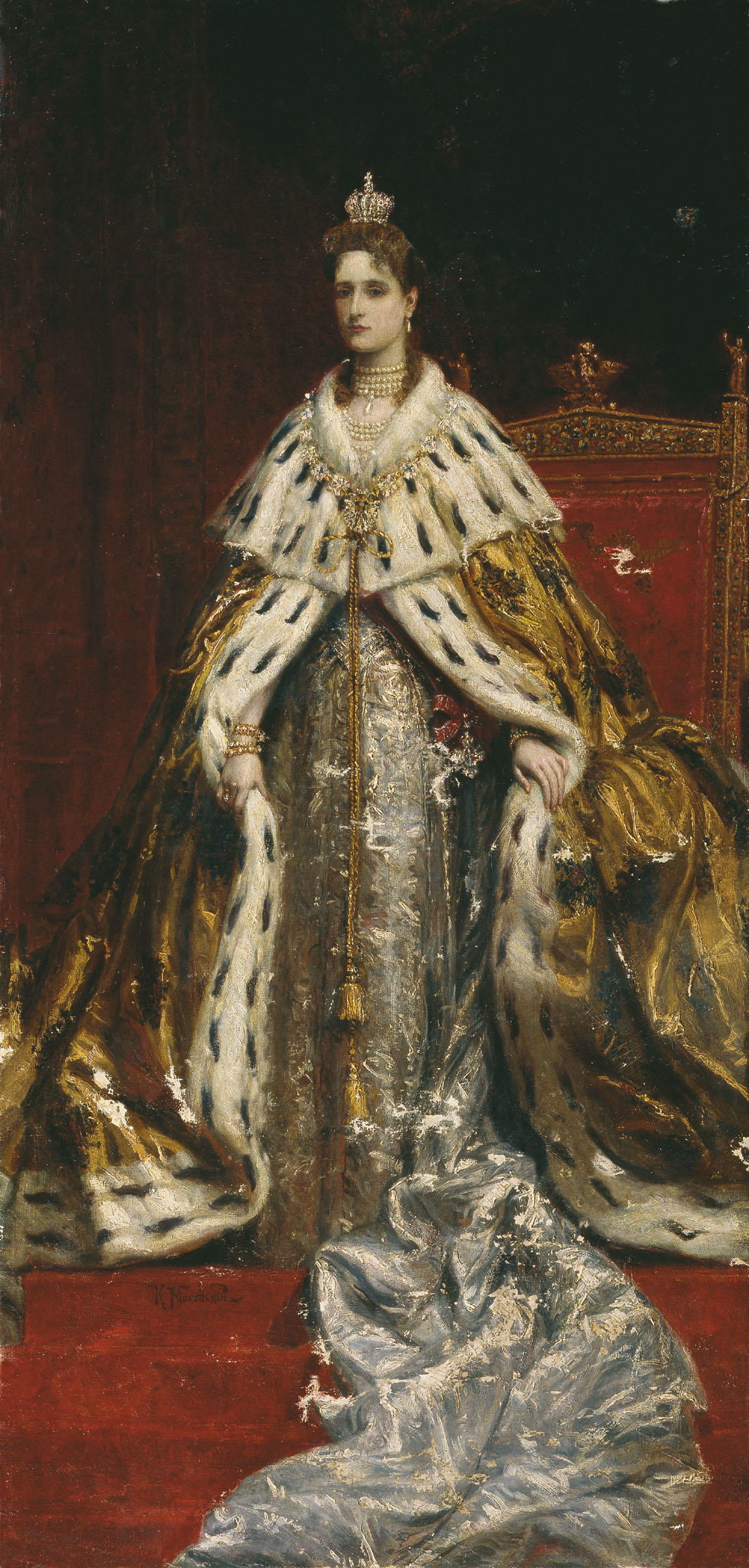
Большой парадный портрет императрицы Александры Фёдоровны. Художник Константин Маковский

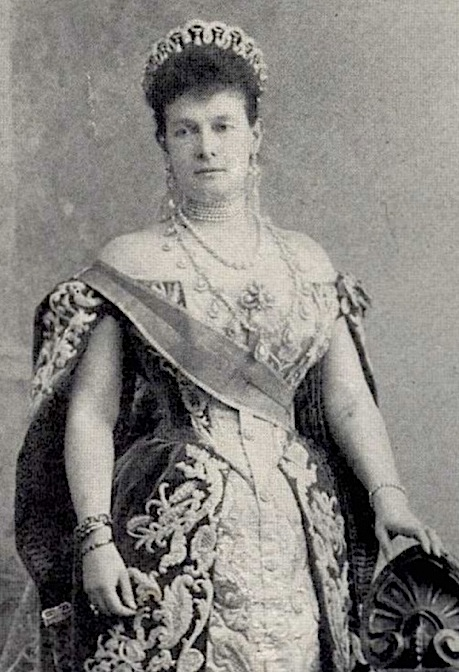
Мария Павловна во Владимирской тиаре

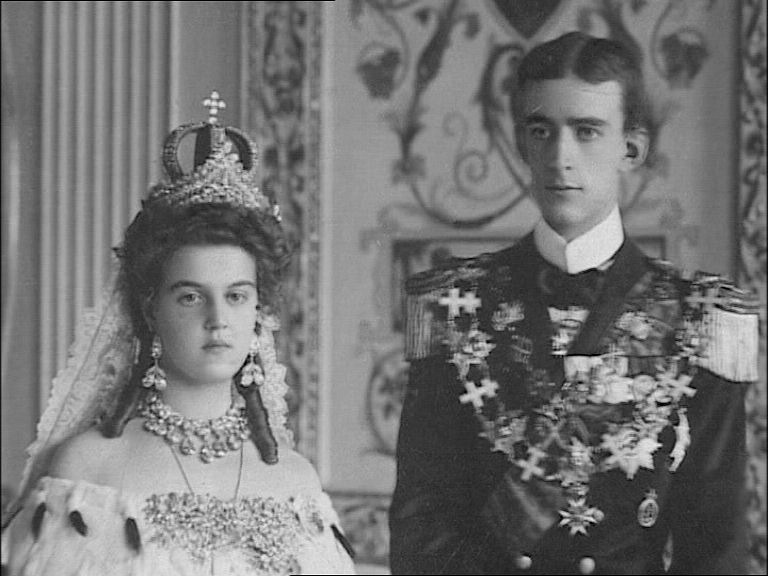
Вильгельм Шведский и великая княгиня Мария Павловна, дочь великого князя Павла Александровича. Свадебная фотография, Царское село, 1908

После смерти Екатерины II в ноябре 1796 года Бриллиантовая комната была включена в состав личных апартаментов императрицы Марии Фёдоровны, супруги Павла I. Тогда помещение находилось на месте нынешнего зала № 238 Государственного Эрмитажа, замыкая анфиладную ось покоев новой императрицы. После 1799 года в Камеральном отделении для хранения бриллиантов и ювелирных изделий были созданы три кладовые, каждая с определёнными функциями.
Бриллиантовая комната официально называлась «Кладовая № 1 Камерального отделения Кабинета Его Императорского величества» и предназначалась для хранения императорских регалий и коронных бриллиантов «на всю вечность». В Кладовой № 2 находились меха, коллекции драгоценных камней, наградные и подарочные ювелирные изделия. Здесь находилось приданое великих княжон, уезжавших после замужества за границу, поэтому коллекция постоянно менялась. Кладовая № 3 была отведена для различных каменных изделий и пополнялась горным отделом Камерального отделения. В его ведении находились шлифовальные и гранильные фабрики, фарфоровые, стеклянные и зеркальные заводы. Знаменитые фарфоровые и каменные пасхальные яйца, которые дарила императорская семья своим слугам и приближённым, находились именно в третьей кладовой.
Через три Кладовые ежегодно проходили значительные суммы: только за период с 1797 по 1801 год на закупку ювелирных изделий было потрачено более 3,5 миллиона рублей. По воспоминаниям прусской принцессы Шарлотты, в крещении — Александры Фёдоровны, в 1817 году перед свадьбой Мария Фёдоровна лично выбирала для неё корону и «бесчисленное множество коронных украшений, под которыми [принцесса] чувствовала себя едва живой». Тогда же Мария Фёдоровна подарила невестке жемчужное ожерелье в пять ниток стоимостью 142 579 рублей. После свадебной церемонии драгоценности вернулись в Бриллиантовую комнату, «примыкавшую в то время к спальне вдовствующей императрицы».
При Марии Фёдоровне в Бриллиантовой комнате проходили сборы невест из императорской семьи перед торжественными брачными церемониями. В дневнике прусской обер-гофмейстрины графини Фосс сохранилась запись о посещении Петербурга в 1809 году, и в частности о Бриллиантовой комнате: «Мы по-семейному обедали у Царицы-матери. Перед обедом я осматривала комнату, в которой для подарков находится целое собрание чудеснейших шуб. Одна, из великолепной чёрно-бурой лисицы, предназначена нашей королеве; здесь же хранятся бриллианты, перстни, ожерелья, одним словом всякие драгоценности, из которых Царь сам выбирает подарки для избранных».
В 1817—1818 годах ведущий архитектор того времени Карл Росси разработал проект перестройки апартаментов Марии Фёдоровны. Согласно его плану, Бриллиантовая комната вновь должна была переехать и занять место современного зала Эрмитажа № 289. По ряду причин этот проект не был осуществлён, а после смерти Марии Фёдоровны и восхождения на престол Николая I Бриллиантовая комната из числа парадных покоев перешла в служебное помещение. Примерно в те же годы часть драгоценностей перенесли в «Бриллиантовую кладовую» (кладовая № 1 Камерального отделения Кабинета) — она была устроена на третьем этаже дворца, возле Церковной лестницы под Малым собором. При Николае I чиновники Кабинета Его Императорского Величества уже чётко разграничивали личные коллекции императоров и государственные коллекции Эрмитажа.
Мария Фёдоровна была первой императрицей, для которой изготовили первую коронационную малую императорскую корону — прежде они использовались только для повседневных выходов. Супруга Павла I носила корону, заказанную ещё Екатериной II у Жана Франсуа Лубье в конце 1795 года. Ювелир закончил работу только в 1797-м, во время подготовки к коронации новой императорской четы. До 1828 года корона хранилась в личных покоях Марии Федоровны, а после её смерти поступила в Бриллиантовую комнату, где получила оценочную стоимость в 48 750 рублей. При дворе существовала традиция разбирать малые короны после смерти владелиц, а камни из неё раздавать наследникам согласно завещанию. Малую императорскую корону Марии Фёдоровны разобрали в 1840-м по указу Николая I и позднее превратили в бриллиантовый убор великой княжны Ольги Николаевны.

### Хранение при Александре Фёдоровне
Хранителем драгоценностей Бриллиантовой комнаты принято было назначать кого-либо из числа приближённых придворных дам. Эту должность в правление Марии Фёдоровны получила камер-юнгерфера Авдотья Петровна Пильникова и сохранила при Александре Фёдоровне, а с 1831 года стала получать жалованье в 1000 рублей. В декабре 1837 года в Зимнем дворце случился сильный пожар, согласно сохранившимся описаниям, императорские регалии и драгоценности из Бриллиантовой комнаты выносили в первую очередь. По рассказам очевидцев, именно Пильникова «бестрепетно контролировала процесс спасения царских регалий». Драгоценности перевезли в Адмиралтейство, а затем — в кладовую № 2 Камерального отделения в Аничковом дворце. Для перевозки потребовалось 80 сундуков, при этом, «несмотря на суету страшной ночи», во время перевозки пропало только незначительное количество серебра на сумму 1779 рублей — очень скромную в масштабах ценности всей коллекции.
Пожар в Зимнем дворце и последовавший перевоз Бриллиантовой комнаты стал основанием для переучёта всех драгоценностей из её коллекции. С 19 февраля 1838 года Пильникова, гоффурьер Пикар и начальник Второго отделения Кабинета Его Императорского Величества Николай Михайлович Петухов проверили всю коллекцию и убедились в сохранности всех предметов. Более того, они обнаружили 10 бриллиантов-шатонов, не указанных в описях. Тогда же все солитёры из коллекции получили новые оправы с литерой «к» — «коронные». У каждой российской императрицы была личная ювелирная коллекция, большая часть из которой передавалась наследникам, однако многие вещи были завещаны государству — то есть становились «коронными». К середине XIX века была выпущена «Опись коронных бриллиантов», в которой значилось 375 вещей — «все они не подлежали отчуждению», то есть перестали быть частной собственностью членов императорской семьи, исключались из процедуры раздела наследования и приобрели статус государственных.
29 июня 1839 года министр императорского двора приказал перевезти Большую корону и бриллианты обратно в Зимний дворец, о чём свидетельствует расписка принявшей их госпожи Пильниковой. В новой Бриллиантовой комнате уже не было екатерининской роскоши, единственным украшением интерьера был декорированный живописью и кессонами свод потолка работы А. И. Соловьёва. В 1840 году умерла госпожа Пильникова, а на её должность заступила камер-фрау Анастасия Александровна Эллис. Она прослужила на этом посту 24 года, до самой своей смерти.

### Вторая половина XIX века
В 1856 году в Зимнем дворце была открыта для широкой публики Галерея драгоценностей. Для неё из Бриллиантовой комнаты перевезли 165 предметов, среди них была коллекция из 82 табакерок, которую российские монархи собирали ещё со времен Петра I. В 1880-х годах князь Лев Сергеевич Голицын передал в Эрмитаж большую коллекцию редкостей, из неё 62 предмета перешли в Галерею. На тот момент полная экспозиция занимала 26 шкафов и 11 витрин.
До 1885 года Камеральное отделение имело специальный фонд на приобретение драгоценностей: «Приданный» для особ Императорской фамилии (в 1881 году он составлял 1 463 772 рубля) и «Неприкосновенный для покупки бриллиантов» (в том же 1881 году — 338 262 рубля). С 1885 и по 1917 год Кабинет получал ежегодный кредит в 150 тыс. рублей «на все расходы по кладовым».
Во время правления Александра II расположение Бриллиантовой комнаты снова изменилось: её убрали из числа служебных помещений императорских покоев, а всю коллекцию драгоценностей перенесли в Бриллиантовую кладовую № 1. 29 января 1894 года Александр III получил доклад от начальника камерального отделения Двора Дмитрия Сипягина о небезопасности существующего помещения: под паркетом Бриллиантовой кладовой был уложен легковоспламеняющийся материал, своды были деревянными, а через пол или трубу воздуховода могли проникнуть грабители. К тому же, в 1894 году наследник-цесаревич Николай Александрович обручился с Гессенской принцессой Алисой, после свадьбы будущие супруги должны были поселиться в Зимнем дворце. После смерти Александра II и женитьбы Николая II во дворце понадобилось разместить много слуг и охраны, это всё стало причинами масштабной внутренней перепланировки, в результате которой Бриллиантовую кладовую решено было перенести на первый этаж, в «4-е помещение 4-й запасной половины».
Смета на реконструкцию помещения составила 4823 рубля 54 копейки и включила в себя установку вторых дверей, стальных щитков на внутренние окна и проведение электрического звонка к гауптвахте. Переустройство Бриллиантовой кладовой закончили к 22 апреля 1895 года, а 18 июля Сипягин рапортовал об окончании переноса коронных регалий и бриллиантов. Для него потребовалось 34 человека, а охрану составляли только два унтер-офицера из роты Дворцовых гренадеров. Среди драгоценностей, переехавших в тот момент в Бриллиантовую кладовую, были знаменитый алмаз «Шах» и парадный портретный алмаз Александра I.

### Драгоценности в XX веке
В 1901 году барон Ливен составил путеводитель по Галерее драгоценностей, а для её посещения были отпечатаны специальные билеты по рисункам Фёдора Бруни. Выдавала билеты Придворная контора строго на «один только раз, впускать же по оным можно не одно лицо, но семейства и компании». Экспонаты из личных коллекций императорской семьи поступали в Галерею драгоценностей Эрмитажа вплоть до 1917 года: например, в 1910 году туда перешла часть уникальных ювелирных изделий из огромной коллекции великого князя Сергея Александровича. Незадолго до начала Первой мировой войны собрание галереи пополнилось более чем на 600 предметов, ранее принадлежавших Николаю I и Александре Фёдоровне.
В 1913 году под управлением старшего хранителя Галереи драгоценностей барона фон Фёлькерзама была проведена первая за 54 года проверка имущества. В рапорте по её итогам было указано, что из ценных вещей пропали только одно зеркало и перстень, зато были обнаружены 657 предметов «совершенно неизвестного происхождения».

## Московский период

### Новое правительство
В начале Первой мировой войны все драгоценности Бриллиантовой комнаты были в спешном порядке эвакуированы из Петрограда в Москву, где их безо всякой проверки приняли в Оружейную палату Московского Кремля. Эвакуация проводилась в сжатые сроки, но с бережным отношением к перевозимым ценностям — в каждом сундуке находилась опись от 1898 года, которая стала основой для последующего изучения коллекции.
Личные драгоценности Романовых были свезены в Москву из Петрограда и Тобольска после революции и расстрела императорской семьи (Николай II с семьёй взяли с собой в ссылку некоторые драгоценности). Новое правительство начало распродавать коронные бриллианты и ювелирные изделия. Первую попытку продажи зафиксировали уже в мае 1919 года — таможня Нью-Йорка задержала двух москвичей с драгоценностями великой княгини Ольги Александровны. Коллекция Бриллиантовой комнаты, вывезенная из Петербурга перед Первой мировой войной, была снабжена описями и аккуратно упакована, а конфискованные императорские драгоценности по свидетельству Александра Ферсмана были сложены в "железный ящик … [закрытый на] очень плохой замок, внутри — наскоро завёрнутые в папиросную бумагу драгоценности русского царя… Нигде не описей и не видно какого-либо порядка".

В 1920 году по декрету Владимира Ленина в Москве было основано Государственное хранилище ценностей Наркомфина, сокращённо — Гохран, куда поступило на хранение собрание Бриллиантовой комнаты. Первым управляющим был назначен Евгений Левицкий, заместитель начальника московского отделения Российской ссудной казны, которая в те годы занималась хранением вкладов частных лиц. 3 февраля 1920 года был подписан декрет № 414, согласно которому 
все советские учреждения и должностные лица обязаны были сдать в Гохран в течение трехмесячного срока все имеющиеся у них на хранении, в заведовании, в переделке или на учете ценности из золота, платины, цветных драгоценных камней и жемчуга.
 Для их хранения в распоряжение Гохрана были переданы усадебная земля, кладовые и здания бывшей московской Ссудной казны в доме № 3 Настасьинского переулка.
26 октября 1920 года Владимир Ленин подписал декрет «О продаже антикварных ценностей за границу», легализовавший продажу государственных сокровищ. В Париже, Лондоне и Флоренции были организованы первые аукционы, вызвавшие крупный скандал — многие участники лично знали членов императорской семьи и знали о их расстреле, однако не могли предъявить документальных подтверждений незаконности продажи «антиквариата».
В 1922 году по доносу Якова Юровского от 16 мая 1921 было начато судебное разбирательство о «гигантских» хищениях в Гохране, в сейфах Левицкого и его заместителей были обнаружены вклады родственников и знакомых. На тот момент уже пять лет действовал декрет Ленина о «обезличивании вкладов частных лиц». Левицкий был осуждён на пять лет тюрьмы, 17 его подчинённых — расстреляны. Запасы Гохрана к тому моменту не понесли никаких значительных потерь — они начались после назначения Юровского управляющим.

### Комиссия Ферсмана

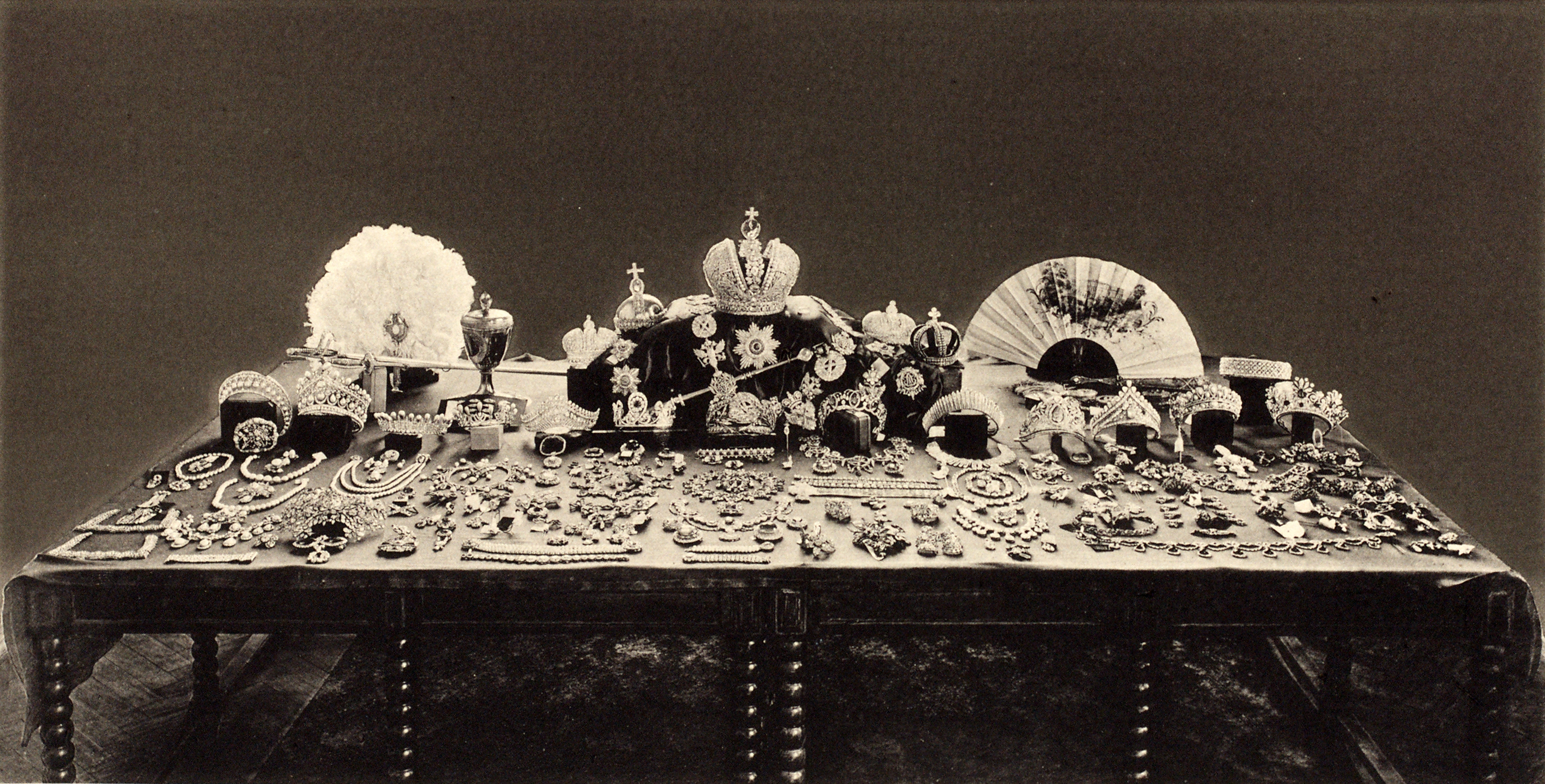
Знаменитое фото основной части российских коронных драгоценностей и драгоценностей императриц, сделанное советской комиссией в 1922 г. На столе представлены 13 диадем, бандо с пчелками, 4 короны, скипетр, держава и другие ценности, привезенные в Московский Кремль 1914 г. из Петрограда

По решению правительства Республики Советов для аттестации коронных ценностей в апреле 1922 было создано две специальных комиссии. Первая работала в Гохране, а вторая, под руководством профессора минералогии академика Александра Ферсмана, непосредственно в Оружейной палате занималась разбором перевезённых из Зимнего дворца сундуков. Полный список членов комиссии:
- С. Н. Тройницкий, директор Эрмитажа
- Д. Д. Иванов, заведующий Оружейной палаты
- С. К. Богоявленский, главный хранитель Архива иностранных дел
- Д. В. Юферов, специалист по драгоценным камням из Академии Наук
- А. К. Фаберже, эксперт-ювелир
- А. Ф. Котляр, эксперт-ювелир
- Б. Е. Масеев, эксперт-ювелир
- А. Б. Бок, эксперт-ювелир
- А. И. Франц, эксперт-ювелир
- Н. А. Дмитриев, представитель Гохрана[22]

В работе комиссии также участвовали: заместитель особо уполномоченного Совнаркома по сосредоточению ценностей Георгий Базилевич, его секретарь В. М. Соболев, хранитель Исторического музея А. В. Орешников и хранитель Оружейной палаты М. С. Сергеев. Самым значимым итогом работы комиссии стал четырёхтомный альбом-каталог с перечнем всех сохранившихся драгоценностей Бриллиантовой комнаты. Альбом содержал иллюстрации и описания на четырёх языках — русском, французском, английском и немецком, тираж составил 350 экземпляров. По данным Ферсмана, коллекция Алмазного фонда была составлена из предметов в следующем соотношении:
- 20 % — Петра I, Елизаветы Петровны (1761);
- 40 % — Екатерины II, Павла I (1762—1801);
- 25 % — Александра I, Николая I (1802—1855);
- 10 % — Александра II, Александра III, частично Николая II (1856—1899);
- 5 % — Николая II (1900—1917)[2].

Сохранились документальные свидетельства того периода:
Доношу, что 8 марта с. г. в Оружейной палате при вскрытии ящиков с имуществом бывш. Царицы – без всяких описей – оказалось, по оценке представителя Гохрана Чинарева, на 300 миллионов зол. рублей. Приглашенные 9/III ювелиры КОТЛЕР и ФРАНЦ оценили следующим образом: если бы нашелся покупатель, который смог бы покупать эти ценности, как вещи, то оценка 458.700.000 зол. руб. Продажа же их, как товар отдельными камнями даст 162.625.000 зол. руб. Оценка производилась в течение 1 1/2 часа и без детального определения качества камней. Должен оговориться, что это не коронационные драгоценности – те лежат в отдельных двух ящиках. По описи, которая у нас имеется, они оценены в 7 с лишним миллионов рублей. Люди сведущие утверждают, что коронационные драгоценности по качеству камней и художественному выполнению работы стоят гораздо ниже ценностей, уже разобранных нами и являвшихся “личной” собственностью бывш. Царской фамилии.Служебная записка от Георгия Базилевича Льву Троцкому
Все экспонаты тогда были поделены на категории: только часть должна была остаться в стенах Гохрана как представляющая исторический интерес. Остальные подлежали распродаже — именно тогда знаменитый американский предприниматель Арманд Хаммер заработал своё состояние, «вывозя эшелонами ценности Алмазного фонда».

### Распродажа коронных драгоценностей

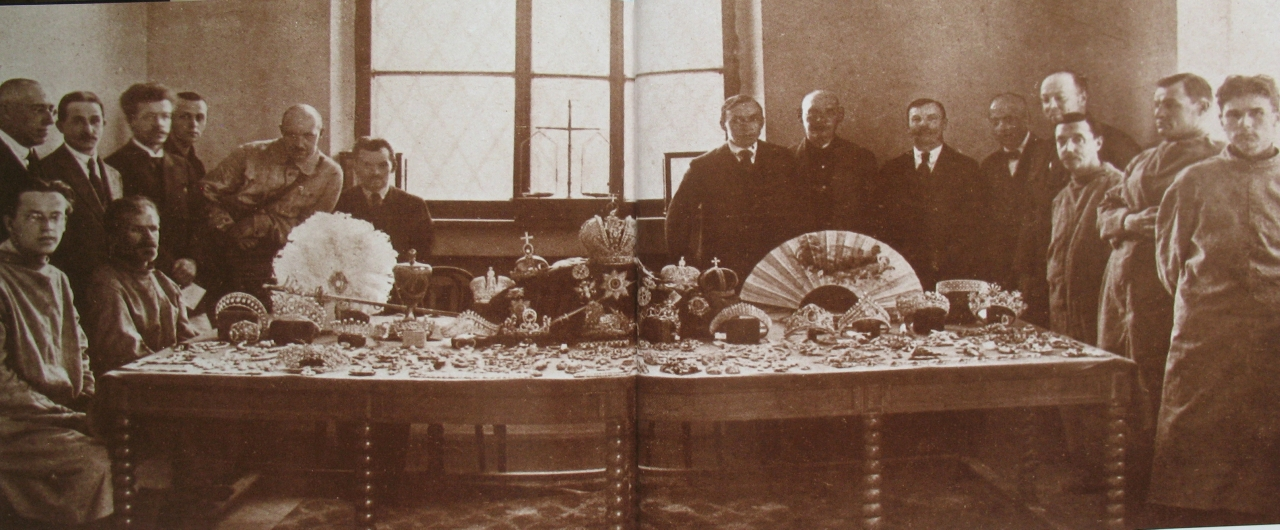
Фотография советской комиссии 1922 года. На столе представлены 13 диадем, бандо с пчелками, 4 короны, скипетр, держава и другие ценности, привезенные в Московский Кремль в 1914 из Петрограда

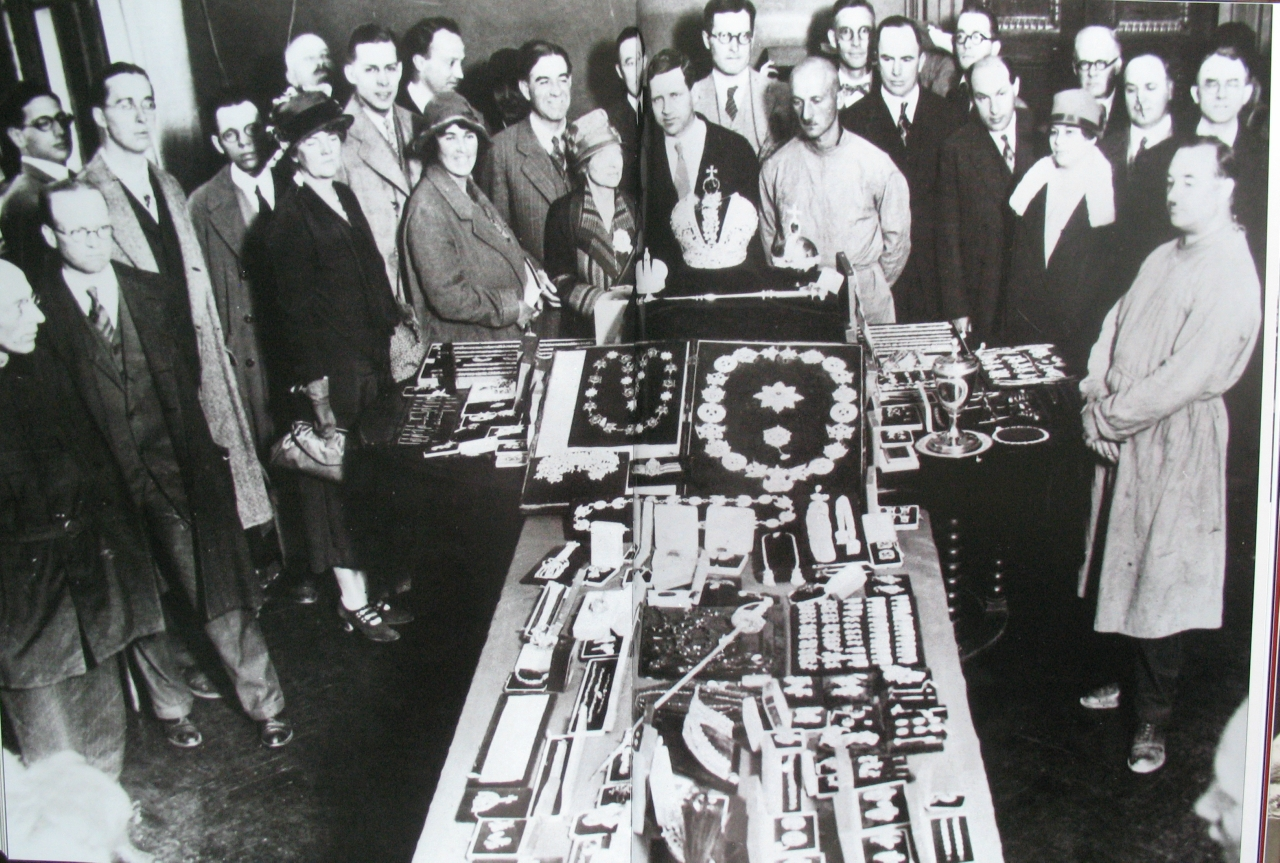
Члены первой неофициальной Комиссии по расследованию в России осматривают коронные украшения Романовых, показанные им с разрешения властей в Москве в ноябре 1926

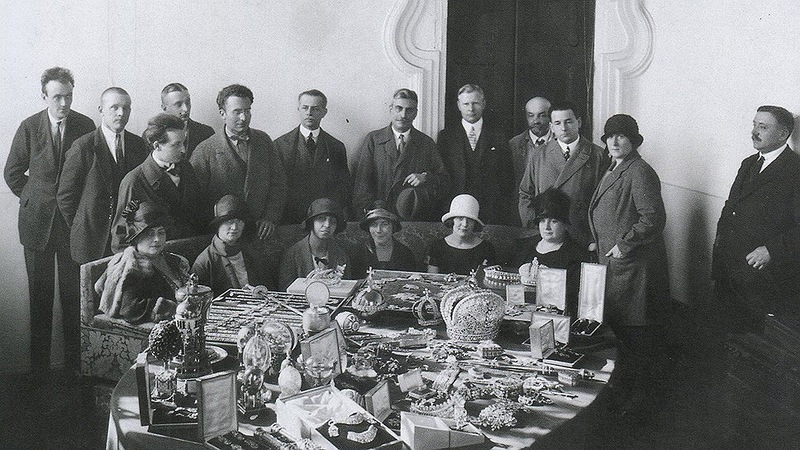
Комиссия по отбору изделий для продажи на аукционе Christie’s в Лондоне в 1927

1923 год стал одни из самых драматичных в истории Алмазного фонда, тогда бесследно исчезла значительная часть его коллекции: на рынках Антверпена и Амстердама были выставлены на продажу камни, в которых специалисты узнали коронные российские драгоценности. По сведениям прессы, новое советское правительство использовало банки этих городов для валютных операций с золотом, алмазами и церковными ценностями. 28 декабря 1922 года Роберт Янович Карклин был назначен уполномоченным Народного комиссариата финансов РСФСР при Дальневосточном ревкоме. В 1923 году Карклин с охраной из латышских красных стрелков вывез часть гохрановских драгоценностей из Москвы в Читу. Подтверждением этому служит снимок, который был опубликован газетой «Известия» в 1990 году: на нём изображены драгоценности в присутствии советских официальных лиц и нескольких иностранцев. Фотография была сделана в здании Гохрана перед отправкой ценностей в Читу. На снимке видны величайшие реликвии Алмазного фонда: императорские скипетр и держава, собрание корон, коллекция бриллиантовых подвесок и диадем, бриллиантовые знаки и цепи императорских орденов, подарочные золотые кубки, веера и перстни, императорские пасхальные яйца Фаберже и многое другое. Эти вещи хранились в Галерее драгоценностей Эрмитажа и в Бриллиантовой комнате Кремля, большинство из них исчезло в 1920-е годы.
После обнаружения в Антверпене и Амстердаме российских коронных драгоценностей возник крупный международный скандал, в зарубежной прессе появились статьи о содействии банков этих городов валютным операциям советского правительства. Чтобы заглушить возмущения, в конце 1925 года в Колонном зале Дома Союзов открыли выставку коронных драгоценностей, для которой в Москву были спешно возвращены нераспроданные предметы собрания Бриллиантовой комнаты и личных коллекций императорской семьи. После 1925 выставка была закрыта и её экспонаты не показывались публике до 1967 года.
В 1925 была создана Главная контора Госторга СССР «по скупке и реализации антикварных вещей».
при Советской власти ... сокровища зажили новой жизнью так или иначе примут участие в общей созидательной работе... превратясь в столь необходимое для рабоче-крестьянское государства предметы, как машины и т.п.Брошюра “Алмазный фонд СССР”
В 1925 году коллекция Алмазного фонда насчитывала 773 изделия. По данным 2017 года, среди всех экспонатов доля исторических составляет всего 114 экземпляров. Между 1925 и 1936 годами советское правительство продало несколько малых и венчальных корон российских императриц, а также диадемы, колье, ривьеры, регреты, браслеты, всё — с уникальными драгоценными камнями. В ноябре 1926 правительство позволило первой неофициальной комиссии осмотреть оставшиеся драгоценности Романовых, чтобы вынести решение о том, какие из них необходимо сохранить. Среди них оказались уникальные предметы: эгрет из сапфиров и бриллиантов, корсажное украшение «Большой букет» из бриллиантов и изумрудов времён Елизаветы Петровны, бриллиантовый пояс Екатерины II работы Людовика Давида Дюваля.
Осенью 1926 года советское правительство продало американцу Норману Вайсу венчальную корону Елизаветы Фёдоровны, бриллиантовый меч Павла I, украшения коронационного платья Екатерины II из гроздьев бразильских бриллиантов и индийских изумрудов, табакерку императрицы Елизаветы (украшенную 2000 бриллиантов) и коллекцию императорских пасхальных яиц Фаберже. Венчальная корона была перепродана на аукционе Christie’s в Лондоне 26 марта 1927 года антиквару Фаунсу за 6100 фунтов и хранилась в галерее Вартски в Лондоне. Спустя 32 года корона обнаружилась в частной коллекции Марджери Поуст — жены бывшего посла США в СССР Джозефа Дэвиса. Госпожа Поуст купила её на аукционе Sotheby’s в декабре 1966 года. В настоящее время венчальная императорская корона хранится в Иконной комнате музея Хиллвуд рядом с Вашингтоном.
В 1927 году в Лондоне на аукционе Christie’s были проданы несколько коронных украшений, среди них были бриллиантовая тиара Марии Фёдоровны и венчальная императорская корона. Снимки комиссии по отбору драгоценностей через несколько дней опубликовал журнал Sphere, что вызвало очередной негативный резонанс.
Распродажа национальных сокровищ в СССР пережила как минимум два пика: 1920—1923 и в 1928—1934 годах. Часть драгоценностей продали по поручению советского правительства на аукционах в 1926, 1927, 1929, 1933, 1934 и 1938 годов в Берлине, Вене, Лондоне и Нью-Йорке. До настоящего времени не найдены бриллиантовый орден Андрея Первозванного Александра II, два императорских пасхальных яйца Фаберже, икона «Введение Богородицы во храм» в окладе Фаберже и многие другие ценности.
В 2012 году в библиотеке Геологической службы США был найден альбом от 1922 года, в котором находятся четыре ранее неизвестных фотографии коронных регалий и бриллиантов.

### Вторая половина XX века
Во второй половине двадцатого столетия Гохран неоднократно менял статус подчинения:

— 1960 — входит в состав Министерства финансов СССР как Третий специальный отдел (Гохран);

— 1979 — назван Третьим главным управлением (Гохран) при Министерстве финансов СССР;

— 1987 — переименован в Государственное хранилище ценностей СССР (Гохран СССР) при Министерстве финансов СССР;

— 1991 — получает статус Комитета драгоценных металлов и драгоценных камней (Комдрагмет РФ) при Министерстве экономики и финансов РФ;

— 1992 — входит в состав Комитета Российской Федерации по драгоценным металлам и драгоценным камням (Роскомдрагмет);

— 1996 — после расформирования Роскомдрагмета, Гохран России становится Государственным учреждением по формированию Государственного фонда драгоценных металлов и драгоценных камней РФ, хранению, отпуску и использованию драгоценных металлов и драгоценных камней при Министерстве финансов Российской Федерации.
В 1950-е начался новый этап истории Алмазного фонда, когда его коллекцию стали пополнять якутские бриллианты. В 1954 году геолог Лариса Попугаева обнаружила в Якутии первую алмазную кимберлитовую трубку «Зарница», а в 1955 была открыта трубка «Мир» — одно из крупнейших алмазных месторождений России. В Алмазный фонд были зачислены самые крупные камни уникальных форм и редких цветов, например: алмаз «Творец» (298 карат), «Звезда Якутии» (232 карата), «50 лет Аэрофлота» (232 карата), «Мария» (105,98 карата), «Валентина Терешкова» (51,66 карата), «Горняк» (44 карата). Крупнейший алмаз собрания массой 342,57 карата был найден в трубке «Мир» в 1980 году и получил название в честь XXVI съезда КПСС, прошедшего в 1981-м.

### Выставка Алмазного фонда
2 ноября 1967 года к пятидесятилетию становления Советской власти была открыта выставка Алмазного фонда СССР. Предполагалось, что она продлится один год — с ноября 1967 по ноябрь 1968-го, однако из-за большого интереса публики экспозицию сделали постоянной. В течение следующих 40 лет выставку посетили около четырёх миллионов человек.

В рекламных буклетах выставки говорилось: 
В отличие от печальной участи сокровищниц крупнейших европейских монархий <…> — расхищенных, безвозвратно утраченных в вихре войн и революций, судьба русских коронных драгоценностей оказалась счастливой и глубоко справедливой: Великая Октябрьская социалистическая революция возвратила эти сокровища их подлинному хозяину — народу <…> Даже в самые трудные первые годы Советского государства, когда оно остро нуждалось в средствах для защиты молодой республики <…> сокровища Алмазного фонда оставались неприкосновенными. С того времени эти сокровища были не только сохранены, но и преумножены.
В 70-е годы XX века в структуру Гохрана была передана открытая в 1965 году при Госзнаке Экспериментальная лаборатория ювелирного искусства под руководством Н. В. Ростовцева. В 1974 году на посту руководителя его сменил потомственный ювелир В. Г. Ситников. Основной целью лаборатории являлось воссоздание утраченных предметов из Алмазного фонда. Благодаря работе её ювелиров, коллекция получила новые ценные экспонаты, например диадемы «Русская красавица» и «Русское поле», бриллиантовую «Розу», брошь-бандо «Цветочная фантазия» и другие.
Специальное подразделение Гохрана работало над оценкой стоимости хранящихся в коллекции ювелирных изделий и определением возможности их продажи на мировом рынке. Например, Алмазному фонду поступало предложение от неназванной западной фирмы на покупку бриллиантовой «Розы», однако сделка не состоялась, так как стороны не сошлись в цене.

## В Российской Федерации

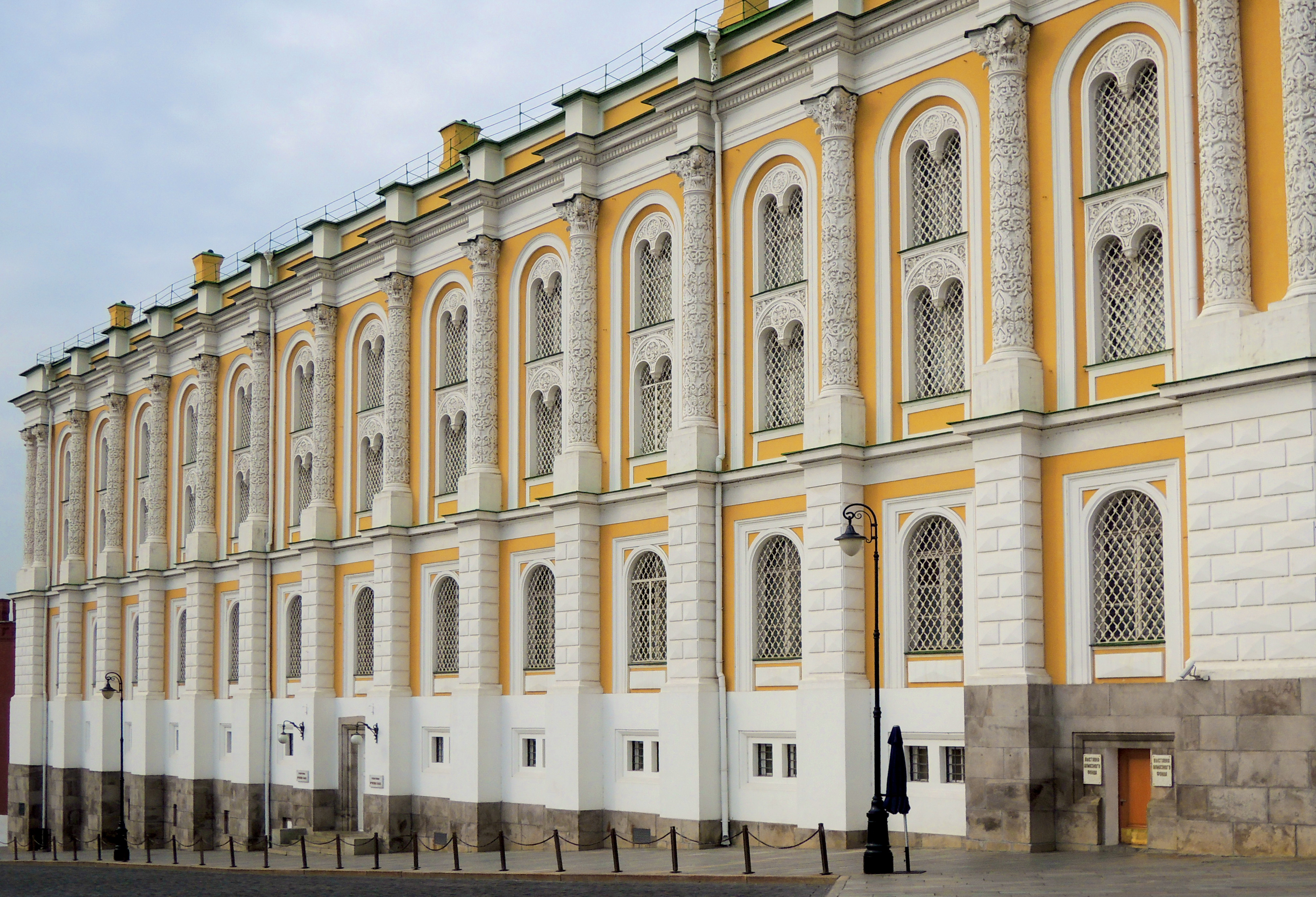
Оружейная палата Кремля, справа внизу — вход на выставку Алмазного фонда, 2010-е

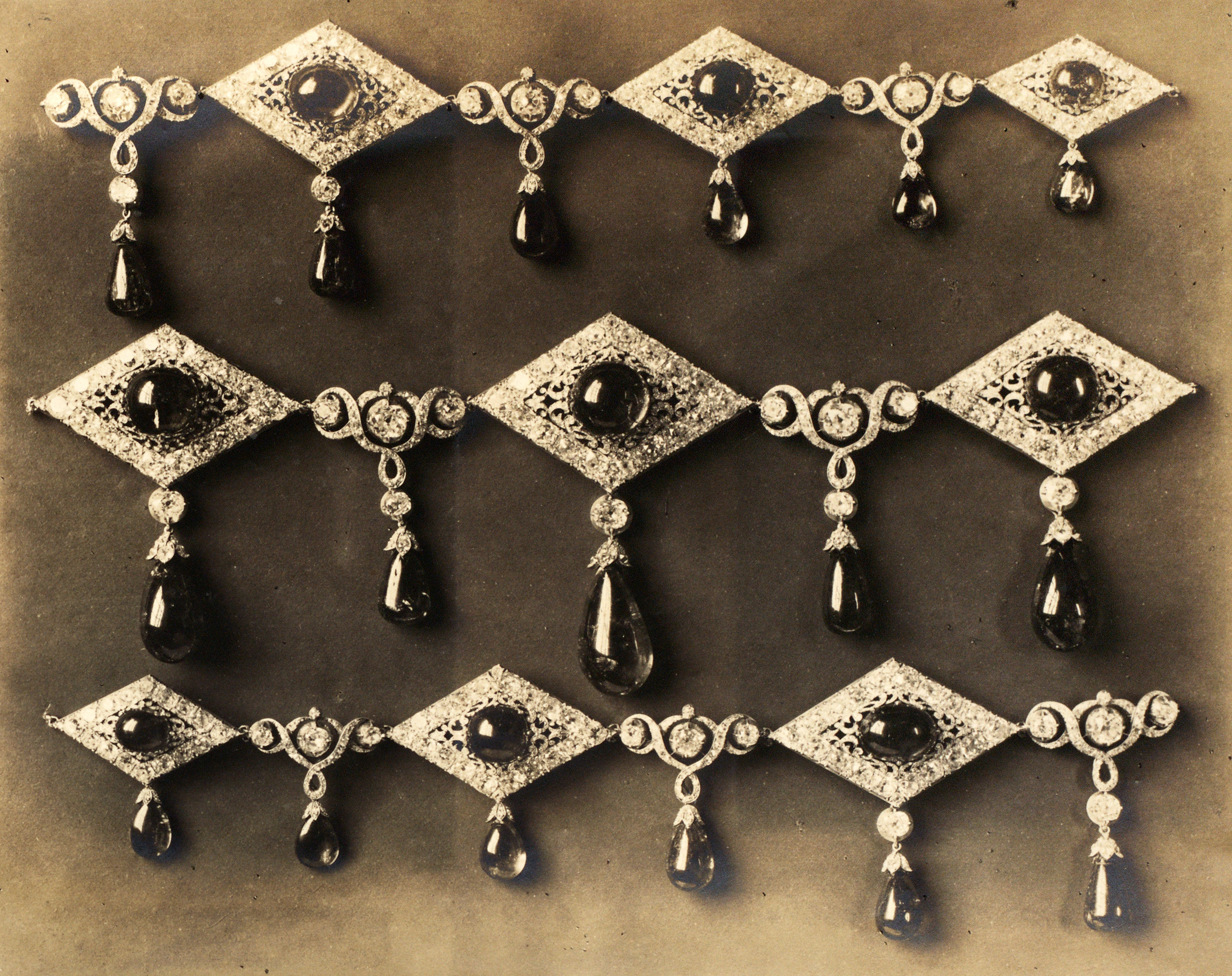
Коронные бриллианты Российской империи, альбом 1922 года. Библиотека Геологической службы США, 2012

В 1991 году Гохран России получает статус Комитета драгоценных металлов и драгоценных камней (Комдрагмет РФ) при Министерстве экономики и финансов РФ. С 1992 года Гохран России входит в состав Комитета Российской Федерации по драгоценным металлам и драгоценным камням (Роскомдрагмет). В 1996 году Роскомдрагмет расформирован. В современном виде Гохран России создан постановлением Правительства Российской Федерации от 21 ноября 1996 года, когда он получил на хранение ценности Госфонда, главным распорядителем которого является Президент России.
Для продажи или изъятия любого предмета из фондов Гохрана требуется указ президента Российской Федерации. Однако подобное распоряжение отдавалось только один раз — в 1998 году, когда по указу Бориса Ельцина РПЦ вернули коллекцию церковной утвари стоимостью около полутора миллионов долларов.
Устав и регламент работы Алмазного фонда подчиняются статье № 7 Федерального закона № 41-Ф3 от 26 марта 1998 года: фонд является составной частью Гохрана России и представляет собой собрание уникальных ювелирных изделий и других предметов. Коллекция является неделимой федеральной собственностью и не подлежит отчуждению в любой форме. Ответственность за сохранность фонда несёт Минфин РФ, исключение из фонда возможно только по личному указу президента. Все экспонаты могут использоваться только для выставочной и научной деятельности исключительно на территории Московского Кремля.
Новые экспонаты принимаются в Алмазный фонд согласно указу президента РФ № 1524 от 15 ноября 1999 года. Подлежащие зачислению предметы проходят оценку и описание экспертной комиссии Минфина и должны соответствовать определённым критериям уникальности, художественной или исторической ценности. Ежегодно в сокровищницы Госхрана по рыночной цене закупаются драгоценные камни от главной российской алмазодобывающей компании «Алроса».
С 2002 по 2013 годы Гохран возглавлял Владимир Рыбкин. С июля 2013 организацию возглавляет Андрей Юрин, бывший замминистра здравоохранения РФ.

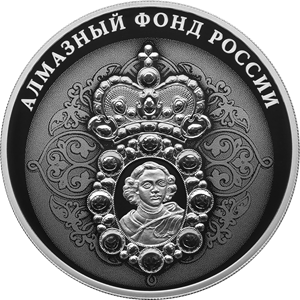
Монета Банка России — Серия: Алмазный фонд России Нагрудный знак с портретом Петра I

### Деятельность
По данным Алмазного фонда, в 2016 году выставку посетило 120 тысяч человек, был выпущен аудиогид на шести языках.
Уникальные предметы из коллекции Алмазного фонда имеют ограниченные возможности экспонирования. Чтобы ознакомить более широкую аудиторию с историческими ценностями, не угрожая их сохранности, в 2018 году был запущен проект по созданию оптических копий главных сокровищ собрания. Учёные из ИТМО и Греческого института голографии используют технику художественной голографии Юрия Денисюка для создания ультрареалистичных голограмм-оптоклонов. Эти копии воссоздают все оптические свойства оригиналов, в том числе блеск и блики драгоценных камней и металлов. На начало 2018 года было создано десять оптоклонов, среди них: ордена Святой Екатерины и Святого Александра Невского, турмалиновый бант-склаваж Екатерины II и детская погремушка-свисток Александра I.

### Криминал
В 1998 году российский бизнесмен Андрей Козленок, соучредитель компании «Golden ADA», был арестован в Греции по обвинению в хищении ценностей из Гохрана на сумму 187 млн долларов. 17 мая 2001 года Мосгорсуд признал Козленка виновным в совершении мошенничества в особо крупных размерах и приговорил к шести годам лишения свободы. Однако Козленок был выпущен на свободу уже в 2002 году. В результате работы по его делу, в Гохран было возвращено более 40 млн долларов: 15,5 млн долларов США в валюте, бриллианты и алмазное сырьё на сумму около 26 млн, изделия из серебра (около 200 тыс. долларов), а также часть ценностей, переданных «Golden ADA» Гохраном в 1992 году.
Крупный скандал о хищении драгоценностей Гохрана произошёл в 2015 году, когда российская компания «Севералмаз» сдала в него на сортировку партию алмазов, после чего пропало четыре камня с минимальной страховой стоимостью 500 тысяч долларов США.

### Претензии стран бывшего СССР
4 декабря 1991 года в Москве был подписан Договор о правопреемстве в отношении внешнего государственного долга и активов Союза ССР. Прибалтийские республики и Узбекистан в Договоре участия не приняли. Договором предусматривалось разделение активов СССР в рамках отдельного Соглашения о процедуре разделения золотовалютных фондов и резервов СССР, инвестиций и недвижимости СССР за рубежом;. Однако такое Соглашение так и не было выработано в отношении некоторых союзных активов, в том числе Алмазного фонда.
Для решения проблемы вместо коллективного договора о разделе общих долгов и активов Россия стала подписывать с каждой республикой двусторонние соглашения на условиях так называемого нулевого варианта, когда все долги и вся спорная союзная собственность остаются за Россией:
- С Азербайджанской Республикой, 7 сентября 1993 г. (вступило в силу 05.12.1996)
- С Республикой Армения, 7 сентября 1993 г. (вступило в силу 30.11.1995)
- С Республикой Грузия, 14 сентября 1993 г. (вступило в силу 01.03.2001)
- С Республикой Молдова, 19 октября 1993 г. (вступило в силу 09.04.1997)

В 2016 году стало известно что аналогичное соглашение подписано с Узбекистаном. Российская и узбекская стороны отказались от всех претензий, возникших в связи с распадом бывшего СССР, а также по кредитам, предоставленным Узбекистану в 1992—1993 годах.

## Знаменитые экспонаты

### Семь исторических камней
1. бриллиант «Орлов» массой примерно 189 карат, вставлен в Императорский скипетр;
2. алмаз «Шах» массой 88,7 карата;
3. плоский «портретный» алмаз массой 25 карат, инкрустирован в золотой браслет с портретом Александра I;
4. гигантская шпинель («рубин Меншикова»), 398,72 карата, инкрустирована в Большую императорскую корону;
5. изумруд «Зелёная королева» 136,25 карата, украшает брошь княгини Александры Иосифовны[19];
6. гигантский цейлонский сапфир 258,18 карата;
7. гигантский оливково-зелёный хризолит 192,6 карата.

### Коронационные регалии

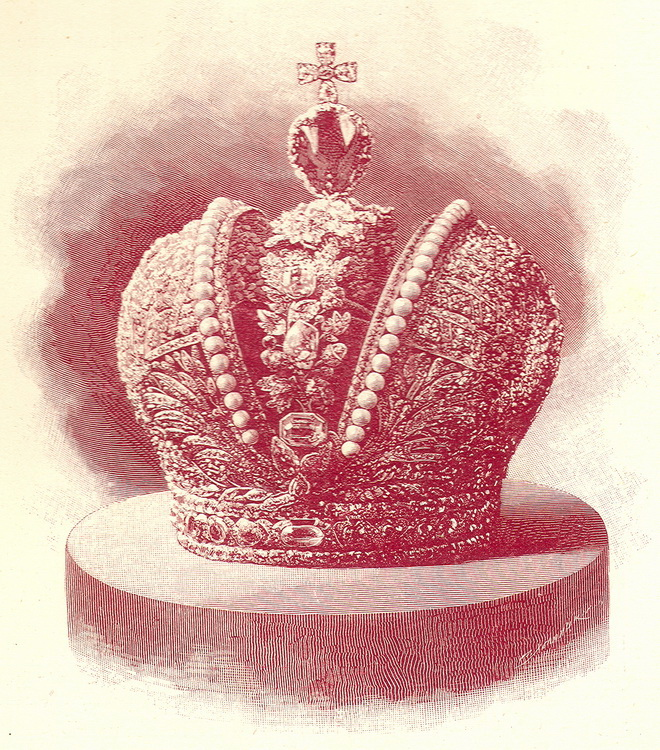
Большая императорская корона, гравюра

Большая императорская корона
Большая императорская корона была изготовлена для венчания на царство Екатерины II в 1762 году и стала четвёртой по счёту, камни для неё были взяты из демонтированной короны Елизаветы Петровны. Авторы изделия — придворные ювелиры Георг Фридрих Экарт и Иеремия Позье — сумели изготовить его за рекордно короткий срок в два месяца. Экарт создал эскиз и каркас, а Позье подбирал бриллианты. Серебряная оправа короны содержит 4936 бриллиантов весом 2858 карат и два ряда (75 штук) крупных матовых жемчужин общей массой 763 карата. Высота короны с крестом — 27,5 см, длина по нижней окружности — 64 см, масса — 1993,80 г. Венчает корону гигантская шпинель массой 398,72 карата — уникальный темно-красный камень исключительной чистоты и прозрачности, оригинальной восточной огранки, один из семи исторических камней Алмазного фонда.
Малая императорская корона
Малая императорская корона была изготовлена в 1801 году по образцу Большой императорской короны братьями ювелирами Я. и Ж. Дюваль для императрицы Елизаветы Алексеевны, супруги Александра I. Корона содержит 1393 бриллианта общим весом 586,92 карата, а также 2167 бриллиантов огранки роза и 256,96 г серебра, 2,26 г золота. В 1984 году Малую императорскую корону отреставрировали главный художник государственного хранилища ценностей СССР В. Г. Ситников и ювелиры Б. В. Иванов и Г. Ф. Алексахин.

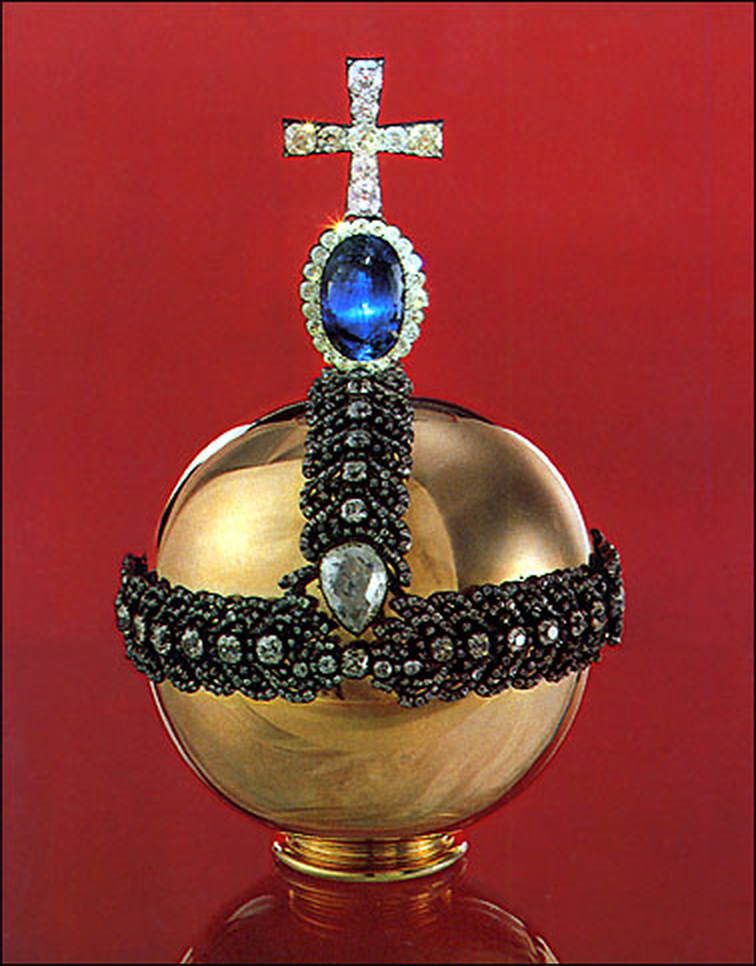
Императорская держава
Выполнена ювелиром Георгом Фридрихом Экартом вместе с Большой Императорской короной к церемонии венчания на царство Екатерины II в 1762 году. Держава называется также «Царское яблоко» и представляет собой гладко отполированный золотой шар с бриллиантовыми поясками, увенчанную крестом. Вес державы — 861 г, высота с крестом — 24 см, с 1797 года крест украшен цейлонским сапфиром массой 195 каратов. В центре бриллиантовых поясков заключён бриллиант чистой воды с синеватым отливом массой 46,92 карата.
Императорский скипетр Екатерины II

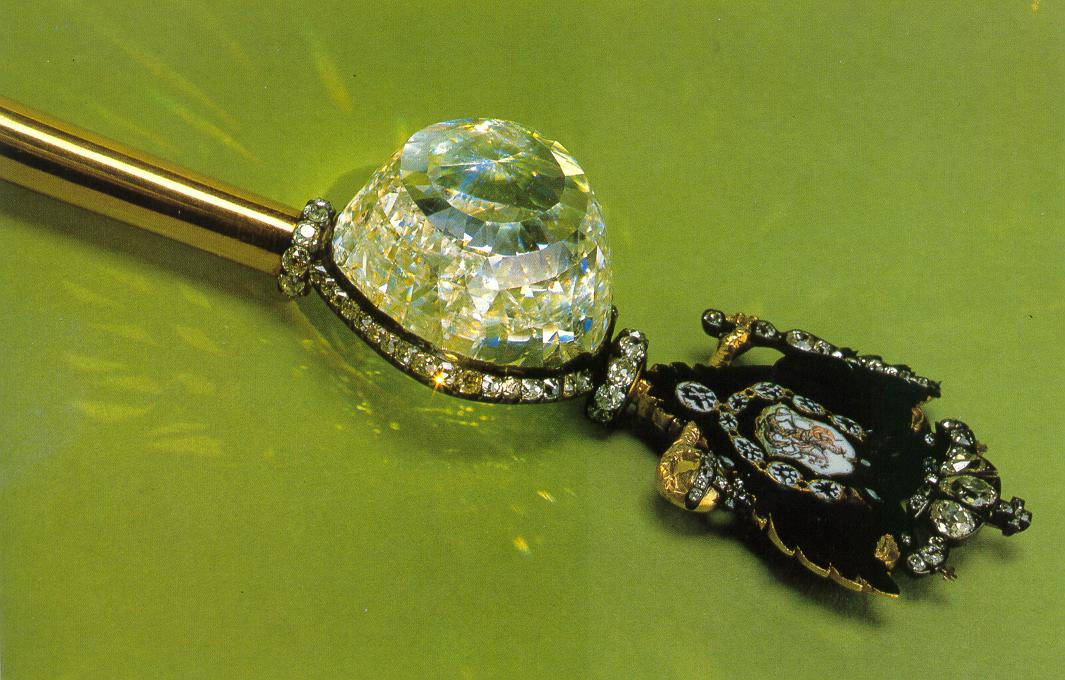
Императорский скипетр, увенчанный бриллиантом «Орлов»

Скипетр — одна из главных регалий монархов Российской империи, изготовлен в начале 1770-х для Екатерины II. Он представляет собой гладко отшлифованный золотой жезл с восемью бриллиантовыми ободками, увенчанный двуглавым орлом и знаменитым бриллиантом «Орлов».

### Ордена
Орден Святого апостола Андрея Первозванного
Этот орден представляет собой высшую государственную награду Российской Федерации. Знак ордена выполнен в виде косого креста голубого цвета, в середине расположена фигура распятого святого Андрея. Большая императорская цепь ордена выполнена из серебра с позолотой и эмалировкой, содержит 17 звеньев трёх типов.
Знак ордена «Золотое руно»

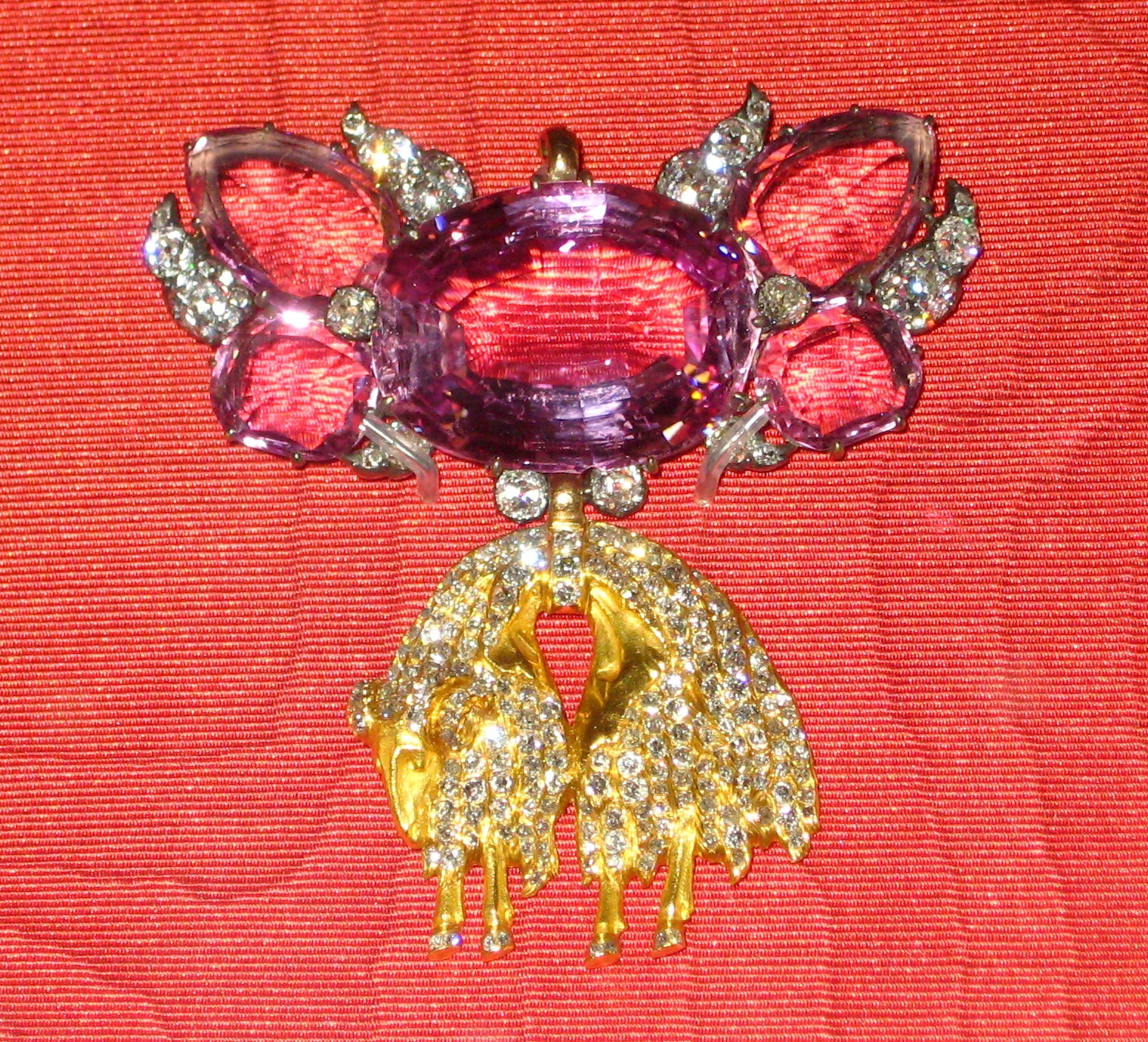
Орден Золотого руна с топазами

«Золотое руно» — старейший рыцарский орден, учреждён в 1430 году Филиппом III Добрым, герцогом Бургундским в день свадьбы с принцессой Изабеллой Португальской. Династический орден, одна из самых древних и почётных наград Европы. Статут ордена существует по сей день в двух ветвях — испанской и австрийской, награждать испанской ветвью имеет право король Испании (в настоящее время — Филипп VI), а австрийской — старший сын Отто фон Габсбурга. Хранящийся в Алмазном фонде знак ордена выполнен из золота и бриллиантов, инкрустирован редкими обожжёнными бразильскими топазами.

### Ювелирные украшения
«Большой букет»
Корсажное украшение времён Елизаветы Петровны, надевалось к парадному платью императрицы. Выполнено из золота, изумрудов и бриллиантов, стилизовано под цветы шиповника, ириса, нарцисса и незабудок. Самый крупный камень изделия — алмаз массой 15 карат, имеет редкий сиренево-розовый оттенок.
Большая пряжка-аграф Елизаветы Петровны
Большая пряжка-аграф была изготовлена в 1750-е годы придворным ювелиром Иеремией Позье (по другим данным — мастерами Ж. А. Дюбюлоном и М. И. Ратцевым) для императрицы Елизаветы Петровны. Украшение выполнено в форме банта из трёх ветвей, усыпанных бриллиантами разных форм и огранки. Длина пряжки — 25 см, ширина — 11 см, на её изготовление потребовалось 20 грамм золото, 319,34 грамма серебра и 805 бриллиантов общей массой 475,44 карата. В конце правления Елизаветы Петровны пряжка была обязательным элементом коронационного наряда императрицы и скрепляла её палантин. Во времена Екатерины II пряжкой застёгивали концы парадной горностаевой мантии.
Диадема Марии Фёдоровны

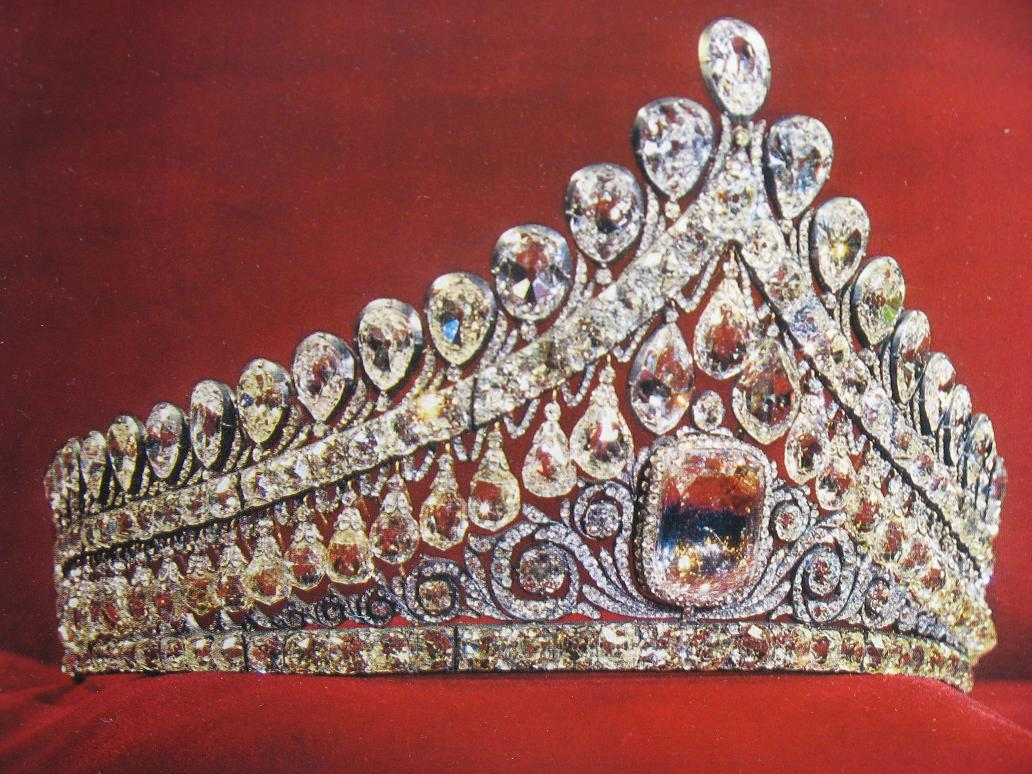
Диадема Марии Федоровны

Украшение в стиле ампир выполнено в форме треугольного стилизованного кокошника, в который заключены бриллианты разнообразных форм и огранок. Центральный камень композиции — редчайший по цвету нежно-розовый бриллиант в 13,35 карата.
Гигантский турмалин
Одна из редкостей Алмазного фонда — турмалин в форме ягоды или виноградной грозди, предположительно бирманского происхождения. Камень имеет необычный ярко-рубиновый цвет, оттенённый искусно выполненными эмалевыми листочками на золотых веточках. Масса самоцвета — 260,86 карата, размер — 4 × 2,7 × 2,3 см. Был подарен Екатерине II в 1777 году шведским королём Густавом III при посещении Петербурга.
Брошь княгини Александры Иосифовны
Бриллиантовая брошь великой княгини Александры Иосифовны, супруги великого князя Константина Николаевича, стилизована под гирлянду из виноградных листьев и украшена одним из семи исторических камней собрания Алмазного фонда — уникальным густо-зеленым с легким голубоватым отливом колумбийским изумрудом массой 136,25 карата. В оправе изумруда чередуются мелкие и крупные бриллианты разных форм.
Портретный алмаз Александра I
Алмаз заключён в браслет с изображением Александра I, камень накрывает миниатюрную копию портрета императора кисти английского художника Джорджа Доу, посетившего Россию в начале 1819 года. Портретный алмаз — очень редкий камень, идеально ровный и незамутнённый, его толщина — 2,5 мм, площадь — 7,5 кв. см, вес — около 25 каратов.

### Драгоценности XX века

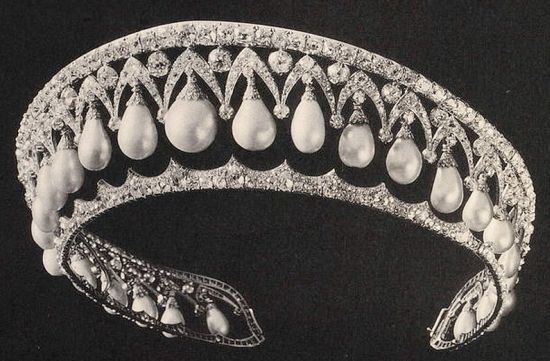
Диадема «Русская красавица», 1987

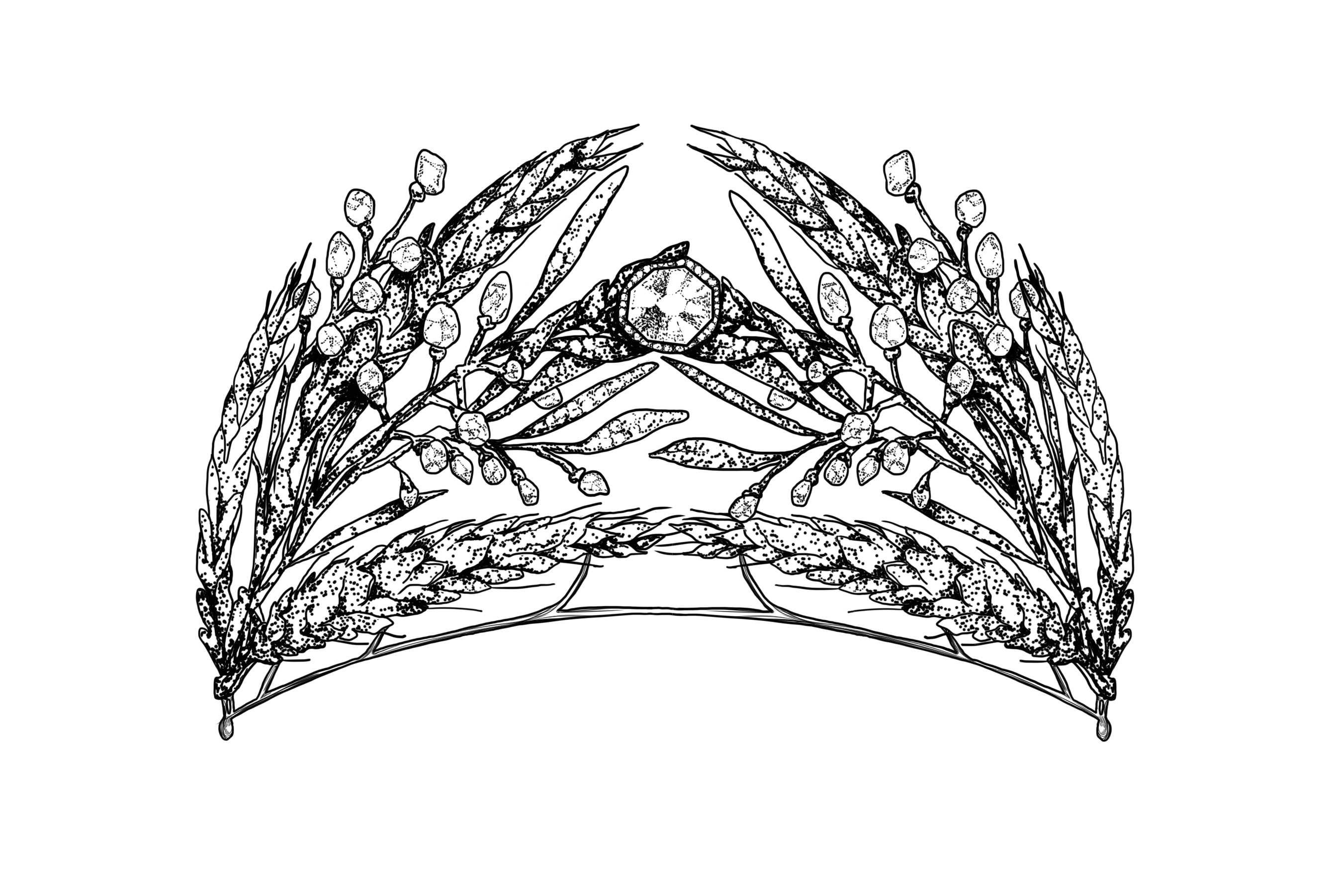
Диадема «Русское поле», 1980

Коллекция Алмазного фонда пополнилась произведениями современных российских ювелиров, которые восстановили утраченные исторические драгоценности:
- платиновая диадема «Русская красавица» массой 387,4 г с 25 жемчужинами и 928 бриллиантами, воссоздана в 1987 году по тиаре К. Болина 1841 года. Авторы — В. В. Николаев, Г. Ф. Алексахин[63];
- платиновая «Роза» массой 222,11 г с 1466 бриллиантами. Авторы — В. В. Николаев, Г. Ф. Алексахин;
- платиново-золотая диадема «Русское поле» массой 588,65 г с 1837 бриллиантами, в центре — бриллиант в 35,52 карата. Авторы — В. В. Николаев, Г. Ф. Алексахин[64];
- гарнитур «Праздничный салют» массой 120,82 г из платины с бриллиантами, изумрудами, сапфирами, гранатами. Авторы — В. Г. Ситников, В. Е. Жилин, Г. Ф. Алексахин;
- брошь-бандо «Цветочная фантазия» массой 391 г из платины и золота с 1135 бриллиантами, 68 рубинами, 15 жемчужинами. Авторы — В. Г. Ситников, В. Е. Жилин, Г. Ф. Алексахин[5].

### Золотые самородки
- «Одногорбый верблюд» — золотой самородок весом 9 кг 300 грамм. Был найден на Колымском месторождении в 1947 году и передан на хранение в Алмазный фонд. Этот экспонат интересен тем, что самородки благородных металлов редко сохраняют в целости, чаще всего в недельный срок с момента нахождения они отправляются на переплавку[65].
- «Большой треугольник» — крупнейший в России золотой самородок. Обнаружен в 1842 году в районе города Миасса, рабочим казённых Миасских золотых приисков Никифором Сюткиным[66]. Поднят с глубины 3,2 м, вес — 36,015 кг, размеры — 31 × 27,5 × 8 см. Самородок получил название «Большой треугольник» и под охраной был доставлен в Санкт-Петербург, где пополнил «драгоценную минералогическую коллекцию» Горного музея. Здесь он и находился до конца марта 1918 года, когда при переезде Советского правительства в Москву, туда же были отправлены и наиболее значительные ценности музея[67].

## В филателии

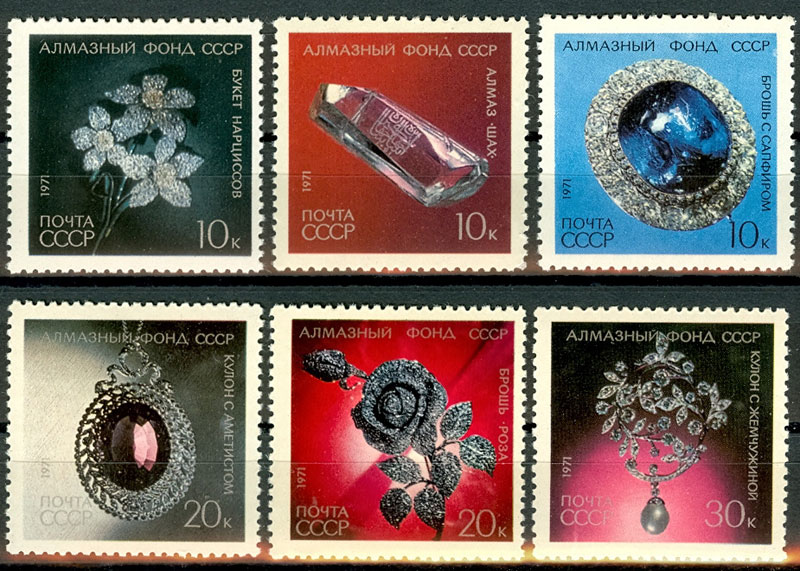
Марки СССР, 1971 год. Букет нарциссов. Алмаз «Шах». Брошь с сапфиром. Кулон с аметистом. Брошь «Роза». Кулон с жемчужиной
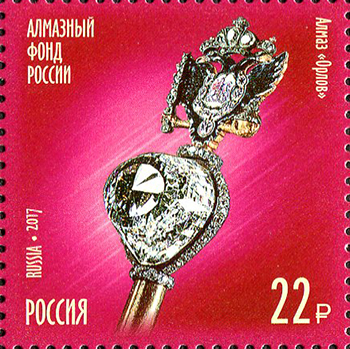
Почтовая марка, 2017 год. Алмаз «Орлов»
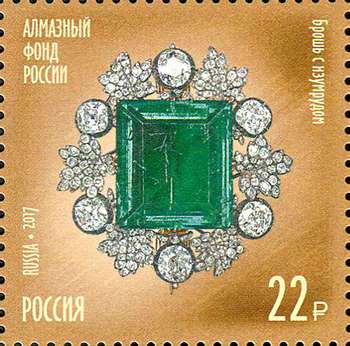
Почтовая марка, 2017 год. Брошь с изумрудом
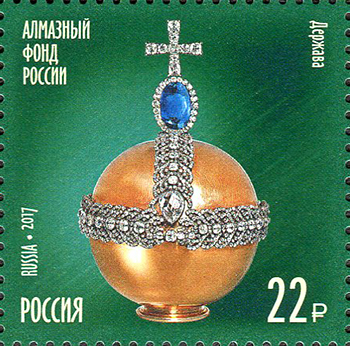
Почтовая марка, 2017 год. Держава
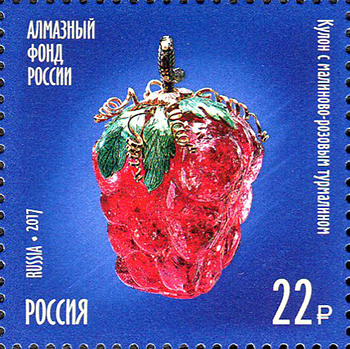
Почтовая марка, 2017 год. Кулон с малиново-розовым турмалином